# Koude Oorlog
De Koude Oorlog was een periode van gewapende vrede tussen de communistische en de kapitalistische wereld in de tweede helft van de 20e eeuw. Het kapitalistische westerse blok werd geleid door de Verenigde Staten (VS). De communisten stonden voornamelijk onder leiding van de Sovjet-Unie (USSR), of waren verbonden met communistisch China. Voor het Westen werd ook wel de term eerste wereld gebruikt, terwijl de communistische wereld de tweede wereld was. Landen die bij het kapitalistische, noch bij het communistische blok wilden behoren noemden zich Niet-Gebonden Landen. Zij vormden de derde wereld, een begrip dat ook voor ontwikkelingslanden gebruikt wordt.
De aanduiding koude oorlog, van het Engelse cold war, werd voor het eerst gebruikt door de schrijver George Orwell in 1945, in een essay in de Tribune, een Britse krant. Hij waarschuwde voor een nieuwe wereldorde van totalitaire staten.
Herhaaldelijk deden zich tijdens de Koude Oorlog momenten voor waarbij de vrees rees dat plaatselijke conflicten en confrontaties konden escaleren tot een Derde Wereldoorlog, zoals de Koreaanse Oorlog die uitbrak in 1950, de Hongaarse Opstand in 1956 en de Cubacrisis in 1962.

## Oorzaken van de Koude Oorlog
Over het algemeen zijn drie groepen te onderscheiden in de verklaringen voor het ontstaan van de Koude Oorlog: de traditionalisten, revisionisten en de postrevisionisten.

### Traditionele visie

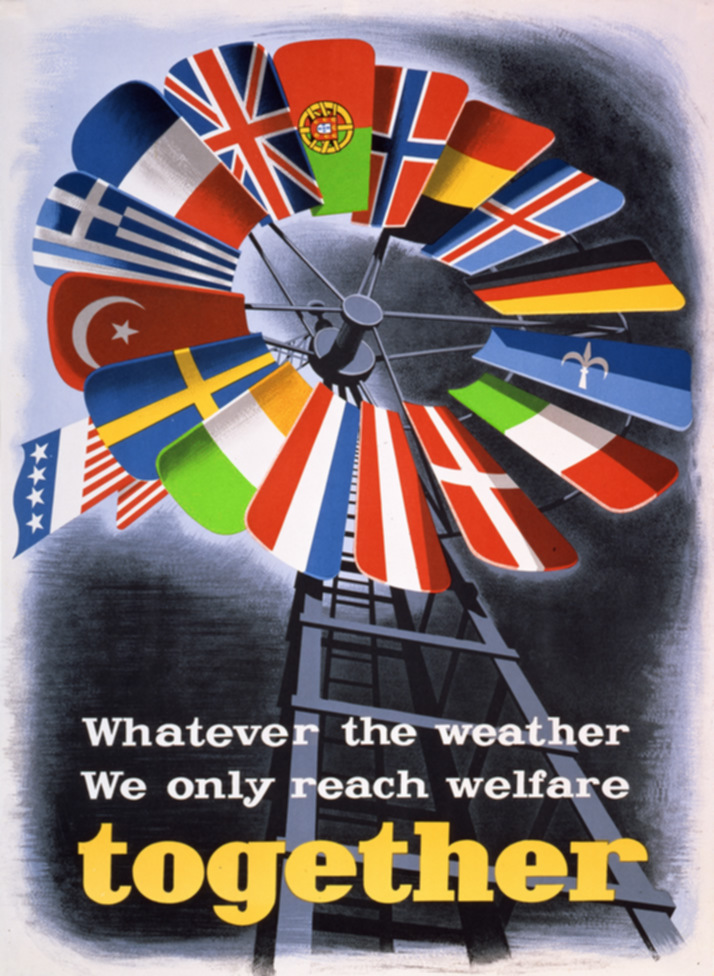
Poster van de Marshallhulp

De traditionalisten stellen dat de Koude Oorlog is ontstaan door de expansionistische politiek van de Sovjet-Unie onder Stalin, net na de Tweede Wereldoorlog. Na het verslaan van nazi-Duitsland probeerden de Verenigde Staten een internationaal beleid te voeren met hulp aan landen als zij werden benadeeld of aangevallen. De Sovjet-Unie trok zich echter weinig aan van de vredelievende bedoelingen van de Verenigde Staten en probeerde haar buurlanden te domineren en een invloedssfeer in Oost-Europa op te zetten. De agressieve bedoelingen van de Sovjet-Unie bleken onder andere uit de blokkade van Berlijn, de communistische overname van Tsjecho-Slowakije in 1948 en de aanval van Noord-Korea op Zuid-Korea in 1950. Deze expansiedrift dwong de Verenigde Staten tot tegenwicht en leidde zo tot de Koude Oorlog.
Een variant op deze visie stelt dat er al een begin kwam aan de Koude Oorlog voor de Tweede Wereldoorlog. In 1939 was in de Sovjet-Unie Maksim Litvinov als Minister van Buitenlandse Zaken vervangen door Vjatsjeslav Molotov, waarna het land een tegen het westen gerichte koers leek in te zetten.

### Revisionistische visie
De revisionisten (jaren 1960-70) wijzen juist Amerikaanse expansie aan als oorzaak voor de Koude Oorlog. Zij wijzen erop dat aan het eind van de Tweede Wereldoorlog de Sovjet-Unie door jaren van oorlog ernstig verzwakt was, terwijl de Verenigde Staten welvarend waren en bovendien het monopolie op de atoombom bezaten. Volgens de revisionisten wilde Stalin juist naar binnen keren om de enorme schade van de oorlog te herstellen, en blijkt dit uit zijn matigende werking op de communisten in China en in de Griekse Burgeroorlog en zijn tolerantie van niet-communistische regimes in Oost-Europa. De revisionisten zien de oorzaak voornamelijk in de aard van het kapitalisme van de Verenigde Staten: die zouden nieuwe markten zoeken om zelf rijk van te worden. Zodoende was de Marshallhulp van na de oorlog enkel gericht op het expanderen van de Amerikaanse economie. De gesloten economieën van de communistische landen waren voor deze expansie een doorn in het oog, en de Sovjet-Unie zag correct in dat hun invloedssfeer in Oost-Europa gevaar liep.

### Postrevisionistische visie
De laatste groep, de postrevisionisten (jaren 1970-80), zien de Koude Oorlog als iets onvermijdelijks waarbij niet echt een aanstichter kan worden aangewezen. De Koude Oorlog kwam volgens hen voort uit het machtsvacuüm dat ontstond na de Tweede Wereldoorlog, toen de Europese landen door oorlog ernstig verzwakt waren. De nieuwe bipolaire situatie (met twee machtige landen) in tegenstelling tot de multipolaire situatie van voor de oorlog, leidde ertoe dat de Verenigde Staten en de Sovjet-Unie automatisch in conflict kwamen door de weggevallen grootmachten Frankrijk, Duitsland en het Verenigd Koninkrijk. Het was voor de twee nieuwe grootmachten onacceptabel om Europa volledig door de andere partij te laten domineren, omdat dit de machtsbalans ernstig zou verstoren. Conflict over invloedssferen kwam dus onvermijdelijk voort uit overwegingen van nationale veiligheid.

### Verschil in ideologie

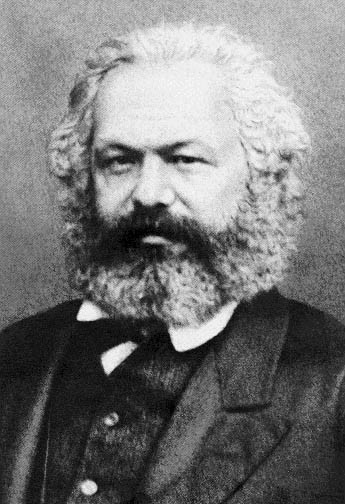
Karl Marx

De Koude Oorlog kwam vooral voort uit verschillen in wereldbeeld en ideologie, waardoor de twee machtsblokken lijnrecht tegenover elkaar kwamen te staan. Het traditionele geopolitieke gegeven dat Rusland nu eenmaal verreweg het grootste land op het Euraziatische continent is en dat eeuwenlange Russische expansie zowel bij Rusland als bij de omringende landen een bepaald vijandbeeld had ingeprent, moet echter niet verwaarloosd worden.
De wortels van de ideologische tegenstelling lagen in de 19e eeuw, toen de Duitse filosoof en econoom Karl Marx (1818 – 1883) met wetenschappelijke pretentie voorspelde dat het kapitalistische systeem op den duur via de dictatuur van het proletariaat moest overgaan in het socialisme. Privaat bezit van productiemiddelen zou worden afgeschaft. Dan zou het verschil tussen de kleine elite van rijke fabriekseigenaren en de grote groep arme arbeiders worden opgeheven. In een klasseloze maatschappij zouden staat en godsdienst overbodig worden en dus een natuurlijke dood sterven. Marx zag de staat als instrument voor onderdrukking en religie als instrument van misleiding en vertroosting, als opium van het volk; Lenin maakte daarvan opium voor het volk.

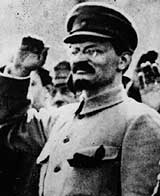
Leon Trotski tijdens de Oktoberrevolutie

Toen in 1917 in Rusland de Oktoberrevolutie plaatsvond, nadat al in februari van dat jaar het tsaristische regime ten val was gekomen, werd daar inderdaad een staat gesticht die geleid werd door een communistische partij en gebaseerd was op het marxistische gedachtegoed, uitgebreid met het leninisme. De Russische Communistische Partij organiseerde zichzelf en het land volgens het democratisch centralisme en pretendeerde de voorhoede te vormen van de arbeidersklasse. Vanuit Moskou werd het beleid bepaald, niet alleen door middel van een centraal geleide planeconomie, maar ook met een machtig partijapparaat dat vrijwel alle terreinen van het leven van de Sovjetburgers beheerste. Onder Lenin en Stalin werd met harde hand een collectivisatie van industrie en landbouw doorgevoerd. Met betrekking tot de godsdienst, zowel de christelijke als de islamitische, werd echter niet gewacht tot die een natuurlijke dood zou sterven; die werd krachtig onderdrukt. Volgens de marxistisch-leninistische maatschappijvisie hadden de arbeiders het in Rusland in oktober 1917 definitief gewonnen en via de dictatuur van het proletariaat zou de meest democratisch denkbare samenleving ontstaan, een klasseloze maatschappij waarin uitbuiting van de ene mens door de andere onmogelijk zou zijn. Iedereen die om welke reden dan ook het machtsmonopolie van de communistische partij als voorhoede van de arbeidersklasse ter discussie stelde, kon op harde repressie rekenen. De binnenlandse media stonden volledig onder ideologische controle en contacten met buitenlanders, als die al werden toegestaan, moesten gerapporteerd worden aan de autoriteiten. Op artistiek gebied bestond er in de jaren 1920 nog aanzienlijke vrijheid, maar na de machtsovername door Stalin in 1928 werd ook het culturele leven geheel in dienst gesteld van de opvoeding van het volk in de stijl van het socialistisch realisme. Er werd een enorm geheim politieapparaat op de been gebracht, dat door middel van een fijnmazig informantennetwerk elk vermoeden van subversie snel in de gaten had. Na de val van Trotski in 1928, die door middel van een permanente revolutie een snelle verbreiding van het communisme in de hele wereld voorstond, won de stalinistische gedachte van het 'socialisme in één land' het pleit; pas wanneer de Sovjet-Unie zich ontwikkeld had tot een volwaardige moderne mogendheid, zou het sovjetcommunisme rijp zijn voor verbreiding, wat wel even kon duren, gezien de economische achterstand die het van tsaristisch Rusland geërfd had. Alleen in Mongolië werd in de jaren 1920 met behulp van het Rode Leger een Sovjetachtig regime geïnstalleerd en in de jaren 1930 werd steun verleend aan de communisten in de Spaanse Burgeroorlog, maar slechts op voorwaarde van strikte loyaliteit aan Moskou. Andere linkse bewegingen, zoals de anarchisten, werden bestreden.
Hiertegenover stond het Westen, een niet scherp gedefinieerde groep, waarmee doorgaans de Verenigde Staten, Canada en de westelijke landen van Europa worden aangeduid; wereldwijd kunnen ook Australië en Nieuw-Zeeland daartoe gerekend worden en ook wel Japan, dat zich na de Tweede Wereldoorlog in veel opzichten succesvol ontwikkeld heeft als modern westers land en bondgenoot. Die landen beschouwen zichzelf als democratieën, met een in essentie vrije, ondernemingsgewijze productiewijze, hoewel er enorme verschillen bestonden en bestaan in de mate van staatsinmenging in de economie; in Japan, Frankrijk en Italië is die traditioneel erg sterk, in Angelsaksische landen veel minder; landen als Duitsland en Nederland nemen in dat opzicht een tussenpositie in. Ook over kwesties als de verzorgingsstaat, de relatie tussen kerk en staat, echtscheiding, doodstraf, drugsgebruik, euthanasie en homoseksualiteit bestaan nog altijd aanzienlijke verschillen van mening tussen westerse democratieën. Over de grondbeginselen van een democratische samenleving bestaat meer overeenstemming: vrijheid van meningsuiting (waarbij de invloed van de overheid op de massamedia nog weleens een punt van discussie is), vrije verkiezingen, waarbij in principe elke burger zich kandidaat mag stellen voor alle politieke functies en zelf een partij mag oprichten, vrijheid van godsdienst, vrijheid van vergadering, scheiding van de politieke machten. In godsdienstig opzicht kunnen de NAVO-lidstaten Griekenland en Turkije als uitzonderingen beschouwd worden. In de Griekse grondwet wordt de Grieks-Orthodoxe Kerk als dominant aangeduid en moeten andere godsdiensten, ook christelijke, daar afzien van proselitisme. Turkije heeft een seculiere staat, maar in de praktijk is de soennitische islam er zeer dominant en is de positie van niet-islamitische minderheden moeilijk. Vanwege hun geostrategische positie werden deze landen echter als onmisbaar voor de NAVO beschouwd.
De relatie van de Sovjet-Unie met het Westen was vanaf het begin moeizaam, niet alleen op ideologische gronden, maar ook vanwege de steun van westerse landen aan antibolsjewistische kringen in de Russische Burgeroorlog, die uitbrak na de Oktoberrevolutie. Vooral de Amerikanen, Fransen en Britten hadden zich met de strijd bemoeid, zowel met ideologische als machtspolitieke motieven. De Verenigde Staten gingen pas in 1933 diplomatieke betrekkingen aan met de Sovjet-Unie.

## Tweede Wereldoorlog: militaire alliantie tussen Oost en West

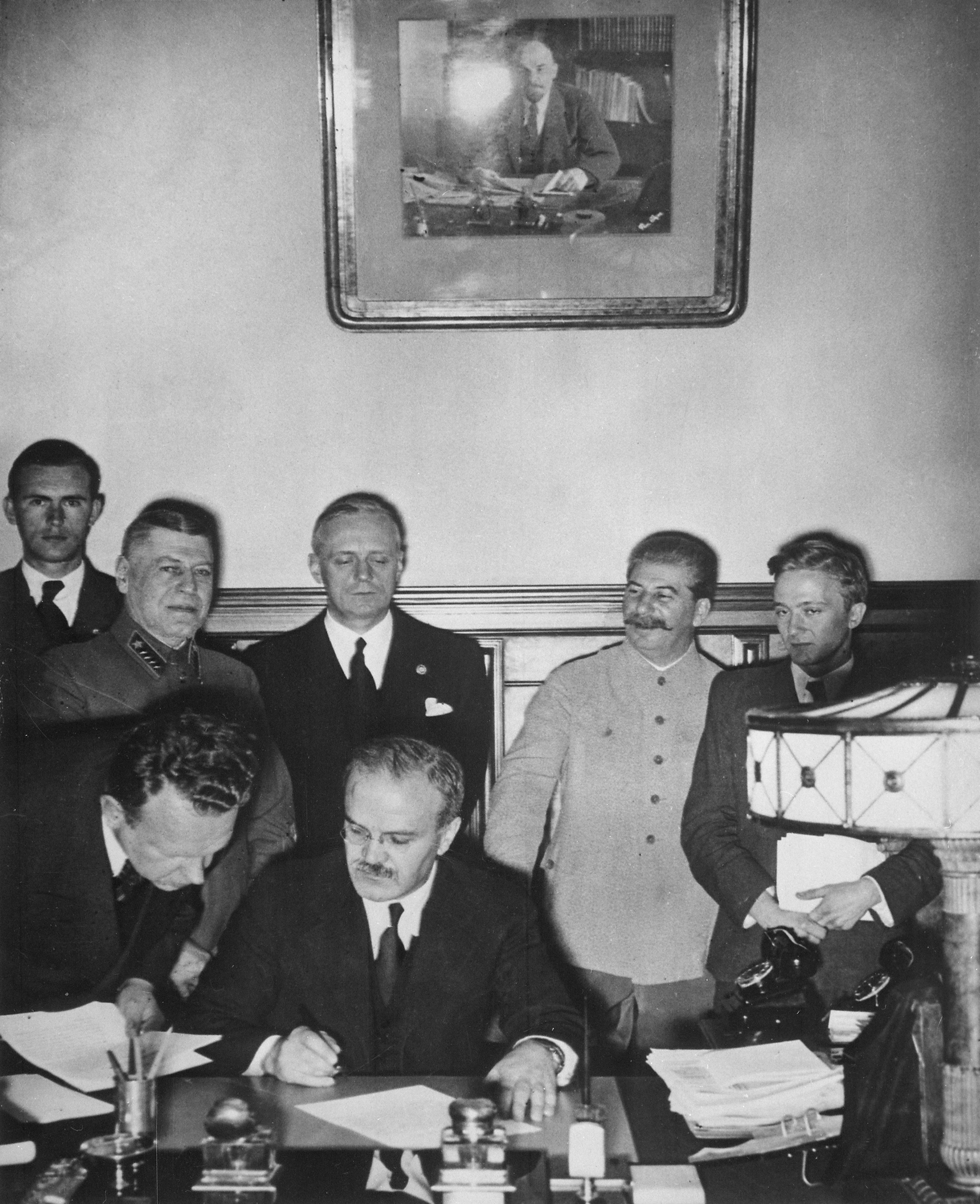
Molotov en Ribbentrop tekenen het Molotov-Ribbentroppact

Voor de Tweede Wereldoorlog was de Sovjet-Unie relatief geïsoleerd. De Sovjet-Unie sloot op 23 augustus 1939 met nazi-Duitsland het Molotov-Ribbentroppact, waarbij Oost-Europa werd verdeeld in een Duitse en een Sovjet-invloedssfeer. Na de Duitse inval in Polen op 1 september 1939 viel de Sovjet-Unie op 17 september 1939 het oosten van Polen binnen. In november 1939 viel de Sovjet-Unie Finland aan en in juni 1940 werden Estland, Letland en Litouwen – op dat moment nog onafhankelijke staten – door de Sovjet-Unie in hun geheel bezet.
Na de Duitse inval in de Sovjet-Unie in juni 1941 kwam een einde aan de samenwerking tussen Duitsland en de Sovjet-Unie. In december 1941 raakten de Amerikanen door de Japanse aanval op Pearl Harbor bij de Tweede Wereldoorlog betrokken en verklaarde Duitsland de oorlog aan de Verenigde Staten. Hierna verbeterde de relatie tussen de Verenigde Staten en de Sovjet-Unie. Met het Verenigd Koninkrijk en andere Europese geallieerden werden zij bondgenoten in de strijd tegen nazi-Duitsland. Tekenend voor de koele relatie tussen Oost en West in deze coalitie was dat de Nederlandse regering in ballingschap in Londen pas in 1942 de Sovjet-Unie erkende, toen die de facto bondgenoot was geworden in de strijd tegen nazi-Duitsland. De Britse leider Churchill wantrouwde de communisten en Stalin. De Amerikaanse president Roosevelt had een wat positievere kijk op Stalin, hij dacht wel zaken met hem te kunnen doen. Er zijn heel wat conferenties gehouden tussen anti-Duitse en anti-Japanse bondgenoten. Al in oktober 1941 werd op de Eerste Conferentie van Moskou gesproken over steun die de twee westerse geallieerden zouden geven aan de Sovjet-Unie voor haar strijd tegen nazi-Duitsland. Amerika stuurde over de Atlantische Oceaan naar Moermansk grote hoeveelheden militair materieel in scheepskonvooien, die fel belaagd werden door Duitse onderzeeboten. Er zouden nog drie zulke conferenties in Moskou volgen. Toen het tij van de oorlog tegen Duitsland gekeerd was, werd in december 1943, tijdens de Conferentie van Teheran, besloten de onvoorwaardelijke overgave van Duitsland te eisen. Tot dan toe was slechts het terugdrijven van Duitse troepen uit veroverd gebied het doel geweest.

### Conferentie van Jalta
Op 4 februari 1945, toen duidelijk was geworden dat de Tweede Wereldoorlog zijn laatste fase inging en door de geallieerden gewonnen zou worden, vond in de Sovjet-Unie de Conferentie van Jalta plaats.
Hier bespraken de drie leiders van de grootste machten, Winston Churchill (Verenigd Koninkrijk), Franklin Roosevelt (Verenigde Staten) en Jozef Stalin (Sovjet-Unie) de situatie die na afloop van de oorlog zou ontstaan. Reeds tijdens deze conferentie bestond er wrijving tussen de deelnemers, met name over het zelfbeschikkingsrecht van de volkeren in Oost-Europa. Churchill en Roosevelt koesterden hun hoop dat Stalin zich zou houden aan de gemaakte afspraken over vrije verkiezingen in de door het Rode Leger bevrijde gebieden.

### Conferentie van Potsdam
Nadat in Europa de Tweede Wereldoorlog op 8 mei 1945 was geëindigd, kwamen de drie landen in de zomer opnieuw samen, bij de Conferentie van Potsdam. In deze Duitse stad bespraken zij de toekomst van Duitsland. President Harry S. Truman verving de inmiddels overleden Roosevelt. Churchill nam aanvankelijk wel deel, maar werd na de verkiezingsoverwinning van de Labour-partij vervangen door Clement Attlee.
Men was het snel eens over de denazificatie en het demilitariseren van Duitsland. Een derde punt, de herstelbetalingen, leverde meer problemen op. De Verenigde Staten wilden hierin niet te ver gaan uit angst dat economisch herstel van Duitsland en daarmee van heel Europa onmogelijk zou worden. Het idee hierachter was dat in een welvarend Europa de bevolking minder snel voor het communisme zou kiezen. Er werd uiteindelijk besloten Duitsland door een Geallieerde Controleraad te laten besturen. Daarnaast mocht iedere bezettingsmacht in zijn eigen zone goederen als herstelbetalingen halen.

## Atoombom
Truman stelde Stalin ervan op de hoogte dat de Amerikanen over de atoombom beschikten, het wapen waarmee Japan in 1945 tot capitulatie werd gedwongen. Maar behalve om de Tweede Wereldoorlog in Azië tot een einde te brengen, was het gebruik van de atoombom toen ook bedoeld om de Sovjet-Unie te laten zien waartoe de Verenigde Staten in militair opzicht in staat waren. De Sovjet-Unie was er dus veel aan gelegen ook zo’n bom te ontwikkelen. Met behulp van in het bezette Duitsland buitgemaakte technologie en spionage in de Verenigde Staten slaagde de Sovjet-Unie erin de achterstand op de Verenigde Staten teniet te doen en in 1949 deden zij een eerste test met een nucleair wapen. Het Verenigd Koninkrijk volgde in 1951, Frankrijk in 1962 en snel nadien beschikten de grootmachten over de nog veel krachtigere waterstofbom.

## De vorming van twee blokken
De Griekse Burgeroorlog begon al in 1943, tussen het communistische en het niet-communistische verzet. Deze kan als het eerste gewapende conflict van de Koude Oorlog beschouwd worden. De communisten werden gesteund door de Sovjet-Unie, en na de Tweede Wereldoorlog ook door de buurlanden Joegoslavië en Bulgarije; de niet-communisten werden gesteund door de Britten en de Amerikanen. In 1949 werd het pleit beslecht ten gunste van de niet-communisten en kon Griekenland lid van de NAVO worden.

### Duitse deling

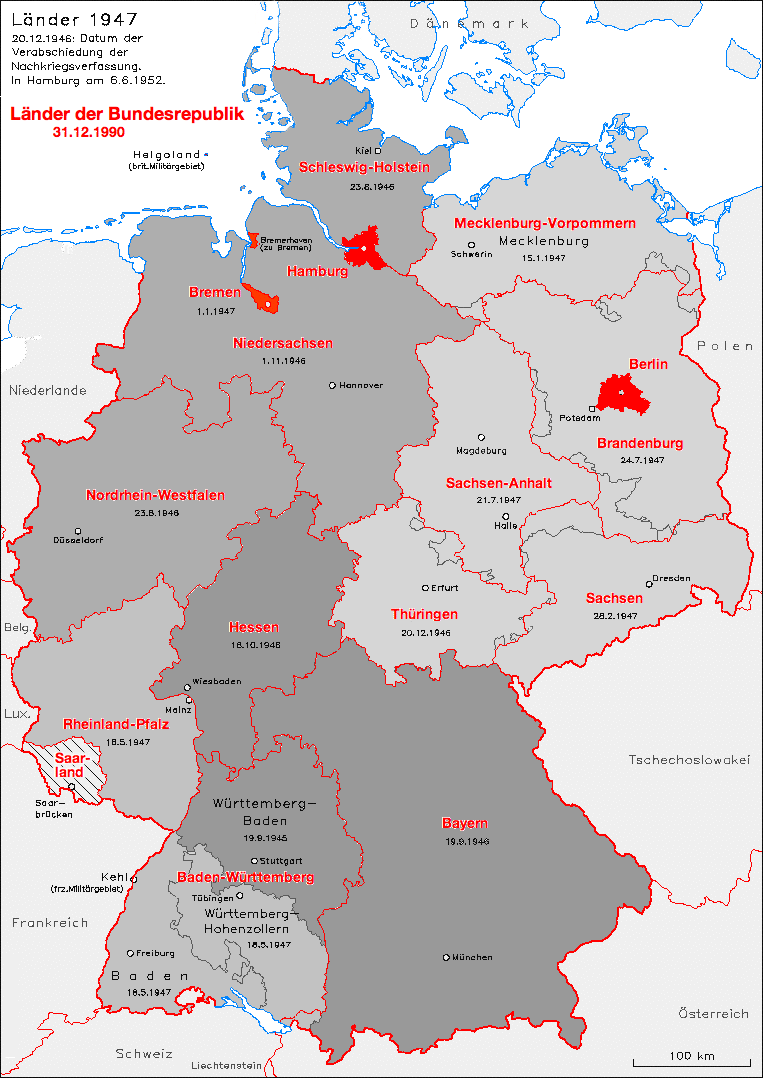
Splitsing van Duitsland in de Bondsrepubliek Duitsland en de Duitse Democratische Republiek, ook Berlijn werd gesplitst

Na de Tweede Wereldoorlog moest het grotendeels verwoeste Duitsland weer opgebouwd worden. De vier bezettende machten konden het niet eens worden over de invoering van een Duitse munteenheid en dit leidde uiteindelijk tot een opsplitsing van het land.
Op de Conferentie van Potsdam werd onder andere bevestigd dat Duitsland en Oostenrijk beiden werden opgedeeld in vier delen. Het oosten van Duitsland werd een Sovjet-bezettingszone, waaruit de Duitse Democratische Republiek (DDR) voortkwam. De andere drie zones werden bezet door Franse, Britse en Amerikaans troepen; hieruit werd in 1949 de Bondsrepubliek Duitsland gevormd. Eenzelfde verdeling zou ook gelden voor de stad Berlijn, die in vier sectoren werd opgesplitst. De Duitse gebieden ten oosten van de rivieren Oder en Neisse werden aan Polen toebedeeld. De Sovjet-Unie lijfde het oostelijk deel van Polen dat al in 1939 door het Rode Leger bezet was. Ook Oostenrijk werd verdeeld in vier bezettingszones; in 1955 kreeg dit land de zelfstandigheid terug onder de voorwaarde dat het voor eeuwig neutraal zou blijven. Daarom is het nu nog steeds geen lid van de NAVO, anders dan een aantal voormalige Oostbloklanden. Wel bevinden zich in Wenen de hoofdkwartieren van diverse belangrijke internationale organisaties en zijn in Wenen meerdere belangrijke internationale conventies gesloten.
De Sovjets wilden de invloed van West-Berlijn, dat geheel werd omringd door de Sovjet-bezettingszone, zo veel mogelijk indammen en hadden het liefst dat de enclave samengevoegd werd met Oost-Berlijn en wilden hun wil opleggen met de blokkade van West-Berlijn. In deze opzet slaagden zij niet. De Verenigde Staten en het Verenigd Koninkrijk onderhielden van juni 1948 tot mei 1949 een luchtbrug, die in totaal 2,3 miljoen ton aan voedsel en andere hulpgoederen invloog. Alleen oorlog had een eind kunnen maken aan die luchtbrug, maar dat ging de Sovjets kennelijk te ver. Toen het hen duidelijk werd dat de blokkade niet het gewenste effect had, werd die opgeheven.
In 1949 koos de Bondsrepubliek Bonn als (voorlopige) hoofdstad, terwijl de DDR Oost-Berlijn als hoofdstad koos. De stad Berlijn als geheel bleef echter onder het bestuur van de vier bezettingsmachten. West-Berlijn werd omringd door de DDR en ging de facto deel uitmaken van de Bondsrepubliek, terwijl Oost-Berlijn de facto deel uitmaakte van de DDR.
De DDR en Oost-Berlijn waren voor westerlingen niet of nauwelijks toegankelijk, ook niet vanuit West-Berlijn. Omgekeerd was het voor Oost-Duitsers juist vrij gemakkelijk om West-Berlijn binnen te komen, en van daaruit het vliegtuig te nemen naar de westerse wereld. Meer dan 2,5 miljoen Oost-Duitsers ontvluchtten zo het regime van de DDR en zochten hun heil in de Bondsrepubliek of in andere westerse staten.
Om de leegloop tegen te gaan, begon de DDR in 1961 met de bouw van de Berlijnse Muur rond heel West-Berlijn, zodat dit stadsdeel nog meer geïsoleerd raakte. Er waren nog maar twaalf grensovergangen tussen West-Berlijn en de DDR.

### IJzeren Gordijn

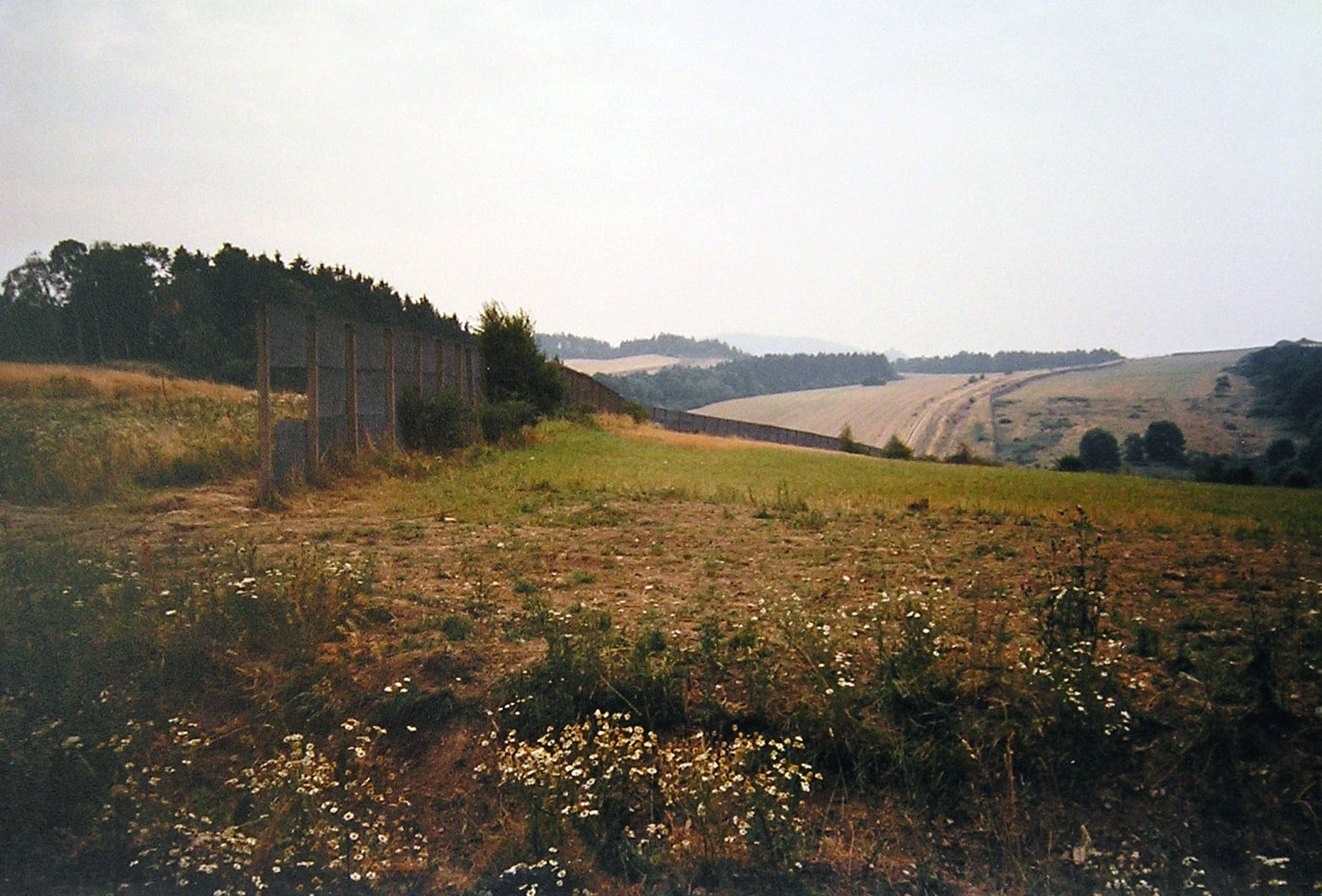
Restant van het IJzeren Gordijn bij Witzenhausen-Heiligenstadt

Door deze ontwikkelingen werd Europa gesplitst in een westelijk gedeelte dat door de Verenigde Staten beïnvloed werd, en een oostelijk deel onder invloed van de Sovjet-Unie. Dit werd al in 1946 door de toen pas afgetreden Britse premier Winston Churchill gesignaleerd tijdens een rondreis door de Verenigde Staten. Tijdens zijn Fultonspeech gebruikte hij de beeldspraak van een IJzeren Gordijn, dat werd neergelaten tussen Stettin aan de Oostzee en Triëst aan de Adriatische Zee. Dit IJzeren Gordijn liep via de Duits-Duitse grens tussen de Bondsrepubliek en de DDR, langs de westgrenzen van Tsjecho-Slowakije en Hongarije en werd voortgezet tot aan de grens tussen Italië en het toenmalige Joegoslavië. Er was ook een zuidoostelijke tak, die langs de noordgrenzen van Turkije en Griekenland liep. In de loop van de tijd werd het voor personen steeds moeilijker om deze grens te passeren, en werden er aan beide kanten strenge en langdurige douanecontroles gehouden.

### Nieuwe allianties
Tot aan de Tweede Wereldoorlog bezat de Sovjet-Unie maar één satellietstaat: de Volksrepubliek Mongolië. Door het verloop van de Tweede Wereldoorlog kwam de verbreiding van het Sovjetmodel in een stroomversnelling. Een aantal landen in Oost-Europa werd bevrijd van nazi-Duitse troepen door het Rode Leger, zodat de arbeiders daar toen konden 'delen in de overwinning van de Russische arbeiders'. Alleen in Duitsland en Tsjechoslowakije was voordien al een communistische partij van enige betekenis geweest. Een van de gevolgen was, dat veel Poolse militairen die aan westelijke fronten tegen nazi-Duitsland hadden gevochten, niet terug konden naar hun eigen land, want in de ogen van het Sovjetregime was elk contact met de westelijke 'bondgenoten' riskant. In 1948 volgde een machtsovername in het democratische Tsjecho-Slowakije, wat in het Westen als een grote schok aankwam. In 1949 werd de Duitse Democratische Republiek (DDR) opgericht. Daarmee was het hele ‘Oostblok’ niet alleen feitelijk, maar ook formeel communistisch geworden.
Om tegenover het aldus ontstane Oostblok een Westblok te stellen, riepen de Verenigde Staten in 1947 het Marshallplan in het leven. Dit was een hulpprogramma, bedacht door de toenmalige Amerikaanse minister van Buitenlandse Zaken George Marshall, om alle landen van Europa de mogelijkheid te bieden tot economisch herstel. De Sovjet-Unie verbood de Oostbloklanden mee te doen aan het Marshallplan.
Uiteindelijk gingen de Verenigde Staten, Canada, IJsland, Ierland, het Verenigd Koninkrijk, Nederland, België, Luxemburg, de Bondsrepubliek, Denemarken, Noorwegen, Frankrijk, Spanje, Portugal, Italië, Griekenland, Turkije en verschillende anticommunistische regimes in Zuid-Amerika en Azië tot het Westblok behoren. Dit hield meestal zowel militaire als economische samenwerking in.

### NAVO

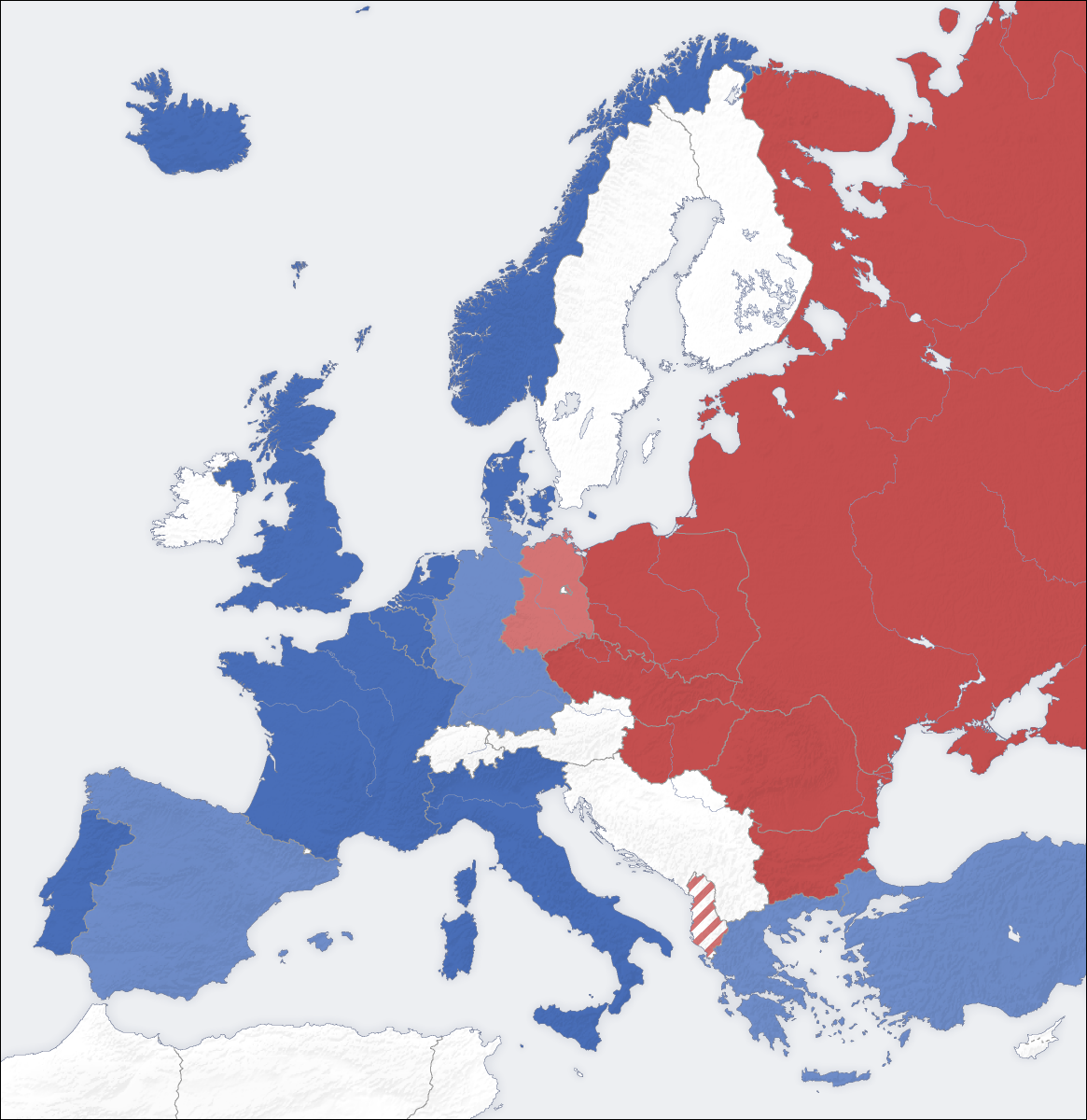
NAVO-lid vanaf de oprichting in 1949. Niet afgebeeld zijn Canada en de Verenigde Staten.
Later toegetreden: Griekenland en Turkije 1952, Bondsrepubliek Duitsland 1955, Spanje 1982
Warschaupactlid vanaf de oprichting in 1955, gestreept: Albanië, uitgetreden in 1968
Later toegetreden: Duitse Democratische Republiek 1956

Europa wilde een eigen defensiepolitiek voeren, wat in 1948 tot het Verdrag van Brussel leidde. De Belg Paul-Henri Spaak was de bezielende kracht achter dit verdrag, waarin vastgelegd werd dat de bondgenoten zouden ingrijpen als een van de deelnemende landen bedreigd werd. Het verdrag werd door de Verenigde Staten echter als te sterk gezien, met te weinig garanties voor een blijvende Angelsaksische invloedssfeer. Daarom werd er samen met het Verenigd Koninkrijk druk onderhandeld over een nieuw bondgenootschap, de latere NAVO. Ook dit voorzag in hulp als een van de deelnemende staten bedreigd werd (artikel 5 van het verdrag). Spaak werd later secretaris-generaal van deze organisatie, als compensatie voor de ontbinding van het Verdrag van Brussel.
De NAVO werd opgericht op 4 april 1949, door de Verenigde Staten, Canada en een tiental West-Europese staten. Een van de belangrijkste punten is het principe dat men gezamenlijk zal optreden als een van de lidstaten door een vijand wordt aangevallen. Met die vijand werd tijdens de Koude Oorlog uiteraard de Sovjet-Unie bedoeld. Tegelijk was de NAVO echter een waarborg voor stabiliteit binnen West-Europa, waar grote machten elkaar in de loop van de geschiedenis steeds in een wankel evenwicht hadden gehouden. Later werd de NAVO uitgebreid met nog andere West-Europese landen en na de Koude Oorlog kwam daar zelfs nog een aantal landen uit het voormalige Oostblok bij.
Een geheim project van de NAVO was Operatie Gladio, een belangrijk netwerk dat in de jaren 1950 werd opgezet in samenwerking met de CIA. In grote delen van het West-Europese vasteland waren geheime cellen actief, die onderling contact onderhielden. De voornaamste bedoeling – volgens officiële documenten – was om de verspreiding van het communisme en linkse propaganda in Europa tegen te gaan.
Het bleek niet mogelijk om de NAVO, het belangrijkste westerse militaire bondgenootschap, te beperken tot landen waar alle basiskenmerken van een democratie gehandhaafd worden. Vanaf de oprichting in 1949 was het autoritair geregeerde Portugal van de NAVO en er was ook het speciale geval Turkije, dat weliswaar sinds de jaren 1920 de aspiratie had een modern Europees land te worden, maar waaraan tot op de dag van vandaag in westerse ogen veel op aan te merken valt. Alleen al door zijn geografische positie was het echter onmisbaar: Turkije beheerste de toegang tot de Zwarte Zee en kon daarmee de doorvaart van Russische oorlogsschepen belemmeren. Het lidmaatschap van Spanje, dat tot 1975 een dictatuur was, werd blijkbaar niet nodig gevonden. Het was echter anticommunistisch en Amerika had op grond van bilaterale verdragen wel enige militaire bases op Spaans grondgebied. Spanje kon daarom wel tot het 'westerse blok' gerekend worden. Van 1967 tot 1974 was Griekenland een militaire dictatuur, maar dit leidde niet tot uitsluiting uit het bondgenootschap. In de praktijk waren geostrategische overwegingen bepalend voor het lidmaatschap. Een ernstiger probleem voor de NAVO was, dat Griekenland en Turkije in 1974 bijna met elkaar in oorlog kwamen wegens de kwestie Cyprus, die tot op heden voor spanningen zorgt tussen deze twee lidstaten. Een modern democratisch westers land als Zweden had best lid mogen worden, maar dit land wilde vasthouden aan zijn militaire neutraliteitspolitiek, die sinds het begin van de 19e eeuw succesvol was geweest. Voor Zwitserland gold iets dergelijks. Finland was ook altijd een land dat aan de kenmerken van een westerse democratie voldeed, maar was in zijn buitenlandse politiek gefinlandiseerd, dat wil zeggen dat de Sovjet-Unie dit land een min of meer neutrale houding kon opleggen. Voor Oostenrijk gold dat het na de Tweede Wereldoorlog had afgesproken voor eeuwig neutraal te zijn, zodat lidmaatschap van een westerse militaire organisatie als de NAVO niet aan de orde was.

### Warschaupact
Het Oostblok richtte als reactie op de herbewapening en het NAVO-lidmaatschap van de Bondsrepubliek Duitsland het Warschaupact op. Op 14 mei 1955 werd het Verdrag van Warschau getekend door de Sovjet-Unie en alle communistische landen van Europa, behalve Joegoslavië.

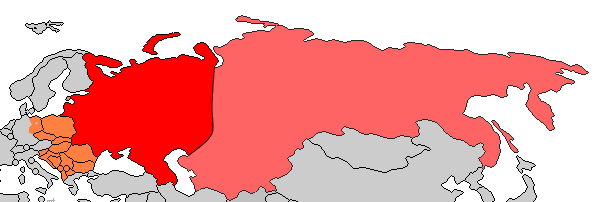
Aziatisch deel van Rusland
Europees deel van Rusland
Andere communistische staten in Europa

Dat de samenhang van het aldus ontstane Oostblok vooral afhing van de aanwezigheid van Sovjettanks en niet van ideologische samenhorigheid, bleek wel in Joegoslavië en Albanië, waar communistische partizanen zelf hun land van de nazi's bevrijd hadden, zij het met materiële steun en SOE-agenten voor speciale operaties van westerse geallieerden. Al in 1948 brak Joegoslavië met Moskou en werd het een van de oprichters van de Beweging van Niet-Gebonden Landen. Het stalinistisch gebleven Albanië brak in 1961 met Moskou en oriënteerde zich op de Volksrepubliek China, dat zich steeds meer tot rivaal van de Sovjet-Unie ging ontwikkelen. In 1968 trad Albanië zelfs uit het Warschaupact, waartoe Joegoslavië trouwens nooit had behoord. Leonid Brezjnev, de Sovjetleider van 1964 tot 1982, formuleerde openlijk als uitgangspunt de reeds bestaande praktijk dat een lidstaat die de internationale solidariteit in gevaar bracht, tot de orde moest worden geroepen door het hele Warschaupact. Deze brezjnevdoctrine werd onder zijn bewind toegepast in 1968, toen de Praagse Lente werd beëindigd met een inval in Tsjechoslowakije. Bij de Sovjetinvasie in Afghanistan in 1979 om een bevriend regime in het zadel te houden bleek deze doctrine ook buiten het Warschaupact van toepassing.

## Invloed in de Derde Wereld

Leden van de Beweging van Niet-Gebonden Landen
gebonden landen
niet gebonden landen

De dekolonisatieoorlog van Frankrijk tegen de communistisch geïnspireerde Vietminh werd in 1954 door de Vietminh gewonnen, waarna Vietnam gedeeld werd tussen een communistisch Noord-Vietnam en een niet-communistisch Zuid-Vietnam. Enkele tientallen, veelal pas gedekoloniseerde landen in de derde wereld, wilden zich niet expliciet met een van de twee machtsblokken verbinden en kwamen in 1955 bijeen in het Indonesische Bandung. Dit leidde in 1961 tot de oprichting van de Beweging van Niet-Gebonden Landen. In de loop der jaren groeide het ledental, door veel landen zich na hun dekolonisering aansloten.
De niet-gebondenheid ging gepaard met het leggen van verschillende accenten. Een communistisch land als Joegoslavië wilde zich vooral afzetten tegen de Sovjet-Unie; in Latijns-Amerika werd het 'Yankee-imperialisme' als een urgenter probleem gezien. Veel lidstaten zwalkten en probeerden van twee walletjes te eten, dus zaken te doen met het Oostblok en het Westblok om die als concurrenten tegen elkaar uit te spelen.
Een niet-gebonden land kon ook zijn voorkeur voor oost of west drastisch wijzigen, hetzij ten gevolge van een staatsgreep, zoals Libië in 1969, toen de Arabische nationalist Moammar al-Qadhafi de macht overnam van koning Idris I, of omdat de zittende regering teleurgesteld was over de bewezen diensten, zoals Egypte, dat in 1973 na de oorlog met Israël alle Sovjetadviseurs het land uitzette en de banden aanhaalde met de Verenigde Staten, die sindsdien de machtigste bondgenoot en geldschieter gebleven zijn. Somalië is in 1977 van kamp gewisseld, toen de Sovjet-Unie het vijandige Ethiopië ging steunen toen dat een communistisch regime kreeg. In 1979 kwam de prowesterse sjah Mohammad Reza Pahlavi van Iran ten val door een niet meer te beteugelen fundamentalistisch islamitische revolutie, waardoor de uitgesproken antiwesterse, maar ook anticommunistische ayatollah Ruhollah Khomeini aan de macht kwam. Algerije voer vanaf de onafhankelijkheid in 1962 een uitgesproken antiwesterse koers en ontwikkelde een op het Sovjetcommunisme geïnspireerd Algerijns model, evenwel zonder een militair bondgenootschap aan te gaan. Daarnaast handhaafde het ook sterke economische banden met de voormalige kolonisator Frankrijk. Ook het Cuba van Fidel Castro was lid, terwijl dit land al snel geheel was aangewezen op materiële en politieke steun van de Sovjet-Unie.
De Sovjetinvasie in het islamitische niet-gebonden Afghanistan in 1979 zaaide diepe verdeeldheid tussen de lidstaten. Cuba heeft de Sovjet-Unie nog in de jaren 1980 aangeduid als de natuurlijke bondgenoot van de niet-gebonden landen, waarmee een land als Joegoslavië het dus niet eens was. Streng islamitische lidstaten als Saoedi-Arabië moesten natuurlijk ook niets hebben van het atheïstische communisme. In heel de islamitische wereld werd gesympathiseerd met het Afghaanse verzet tegen de Sovjettroepen en er gingen zelfs vrijwilligers heen om mee te vechten. Amerika verleende materiële steun aan het verzet. Al met al werd de Derde Wereld toch een gebied waar de Koude Oorlog werd uitgevochten, soms in internationale conflicten, zoals in de Koreaoorlog en de Vietnamoorlog. De wat kleinschaligere conflicten waren echter veel talrijker, bijvoorbeeld in Afrika, waar Cuba, gesteund door de Sovjet-Unie, militair intervenieerde tijdens de burgeroorlog in Angola. Gebruikelijker dan openlijke militaire steun was het leveren van wapens door de beide machtsblokken en het inzetten van militaire adviseurs, die achter de frontlinies steun leverden aan de strijdende troepen.
Landen als Cuba, Vietnam en Noord-Korea lijken regimes te hebben met een eigen ideologische identiteit; ook na de val van het Sovjetcommunisme en het opdrogen van de ideologisch gemotiveerde materiële steun vanuit het Sovjetblok houden deze landen in grote mate vast aan het communisme, of in ieder geval aan de leidende rol van de communistische partij. In Afrika bleken cliëntstaten van het Sovjetblok altijd hun belangstelling voor het communisme of socialisme snel te verliezen als dat geen materiële steun meer opleverde. Sindsdien oriënteert Afrika zich op het Westen, India of de Volksrepubliek China. Chinese goederen en diensten zijn niet alleen goedkoper dan westerse, maar in de ogen van Afrikaanse machthebbers heeft China ook het voordeel dat het niet tracht socialistische of andere normen op te leggen aan Afrikaans bestuur. Westerse landen proberen vaak wel voorwaarden te verbinden aan ontwikkelingshulp inzake goed bestuur en mensenrechten. Zakelijke transacties met wrede regimes liggen soms moeilijk bij de westerse publieke opinie. Hun economische belangen kunnen of willen westerse landen echter ook niet veronachtzamen, wat tijdens en na de Koude Oorlog regelmatig heeft geleid tot beschuldigingen van steun aan corrupte en repressieve regimes. Sinds het eind van de Koude Oorlog richt de organisatie van niet-gebonden landen zich vooral op de ontwrichtende effecten van globalisering, waarin de niet-gebonden landen, die meestal economisch zwak zijn, de grootste risico's lopen van westerse dominantie, vooral in economisch opzicht, maar ook militair. Het belang van deze organisatie zit echter niet meer in gezamenlijk ingenomen standpunten, maar in het informele bilaterale overleg in de wandelgangen.

## Containment-politiek
Het Marshallplan had een tweeledig doel: economische hulp te bieden aan alle getroffen landen van Europa, en ze af te schermen tegen het communisme. Vlak na de Tweede Wereldoorlog hadden communistische partijen in West-Europa, zoals in Nederland de CPN, nog een relatief grote invloed in de parlementen. In sommige andere landen zoals Italië en Griekenland was er een burgeroorlog uitgebroken tussen de regering en communistische groeperingen. De Verenigde Staten steunden de democratische landen om het communistische tij in Europa te keren.
In de praktijk kwam dit erop neer dat voornamelijk aan West-Europa geld werd gegeven, omdat West-Europa op deze manier de kant van de Verenigde Staten zou kiezen en dus niet die van de communistische Sovjet-Unie. Het geld dat West-Europa kreeg werd ook wel Marshallhulp genoemd. De Sovjet-Unie – tekenend hoezeer zij de macht had in Oost-Europa – stond niet toe dat Oost-Europa de haar geboden Marshallhulp accepteerde, uit angst haar greep op Oost-Europa te verliezen.
In de jaren 1970 was de Sovjet-Unie uitgegroeid tot een wereldmacht, wier technologische ontwikkeling, vooral wat bewapening betreft, nauwelijks meer onderdeed voor de Amerikaanse. Sterker nog, de Sovjet-Unie was het eerste land dat erin slaagde een object (de Spoetnik, 1957) en later een mens (Joeri Gagarin, 1961) in een baan rond de aarde te brengen. Deze successen zorgden voor onrust in het Westen en waren een stimulans voor technisch/wetenschappelijk onderzoek om de al of niet vermeende achterstand weg te werken. In het algemeen lukte het vrij snel om de spectaculaire successen van de Sovjet-Unie te evenaren en te overtreffen; de productiekwantiteit en kwaliteit van consumptiegoederen lag in het Westen op vrijwel alle punten op een hoger peil dan in het Oosten.

## McCarthy

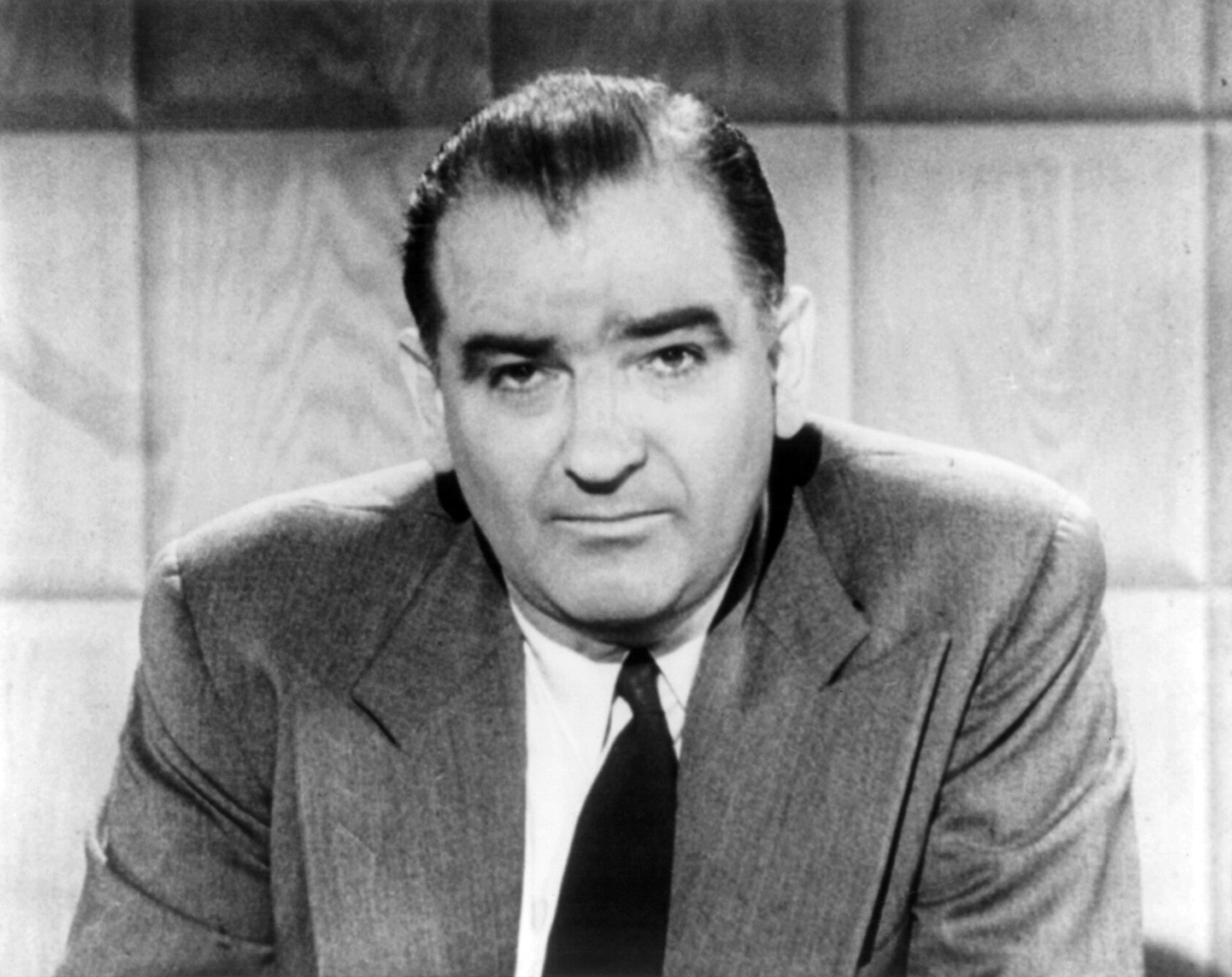
Joseph McCarthy

De spanningen waren echter al eerder opgelopen. De Amerikaanse senator Joseph McCarthy had tegen de Amerikaanse communisten acties ontketend, die hun climax bereikten in het begin van de jaren 1950. Er werd in deze periode in de Verenigde Staten een ware heksenjacht geopend tegen iedereen die maar enigszins communistisch gezind was, of werd verdacht van communistische sympathieën of beschuldigd van vermeende on-Amerikaanse activiteiten.

## Goelags
De Sovjet-Unie onderdrukte via de geheime dienst KGB democratische en andere anticommunistische elementen. Onder Stalin werden al in de jaren 1930 werkkampen (goelags) gesticht, waarheen mensen werden verbannen die een gevaar vormden voor het communisme. Ook vele Duitse oorlogsmisdadigers en krijgsgevangenen, trotskisten, oude bolsjewieken, etnische minderheden, Polen, Balten, Sovjetsoldaten uit de Tweede Wereldoorlog alsook personen die zich openlijk (en vaak ook per abuis) uitspraken tegen het communisme, werden opgesloten en moesten werken in deze kampen en vonden veelal de dood.
Na de dood van Stalin in 1953 kwam meer dan de helft van de Goelaggevangenen vrij. De goelags werden ontbonden in 1960.

## Conflicten
Tijdens de Koude Oorlog werd nooit direct gevochten tussen de Verenigde Staten en de Sovjet-Unie zelf. Wel was er strijd tussen beide machtsblokken, maar altijd indirect, zoals in Korea, Vietnam, Cuba, Afghanistan en Congo.

### Volksopstanden in Oost-Europa

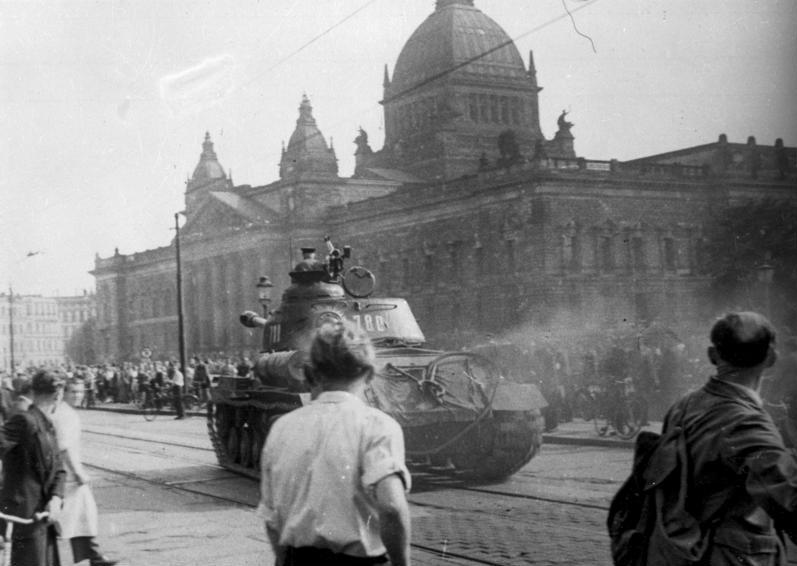
Tanks in de straten van Leipzig, tijdens de volksopstand in de DDR (1953)

De westelijke geallieerden respecteerden de verdeling in invloedssferen in Europa. Dit betekende dat de Sovjet-Unie de vrije hand had om de zaken in de Oost-Europese satellietstaten naar eigen inzicht te regelen. De NAVO greep daarom ook niet in bij de diverse opstanden in Oost-Europa:
- de arbeidersopstand in Oost-Berlijn van 17 juni 1953
- de protesten in Poznań in 1956
- de Hongaarse Opstand van 1956
- de Praagse Lente in 1968
- de vreedzame hervormingen na massale stakingen door Solidarność in Polen in 1980-1981, beëindigd door staat van beleg die op 13 december 1981 werd afgekondigd.

### Korea

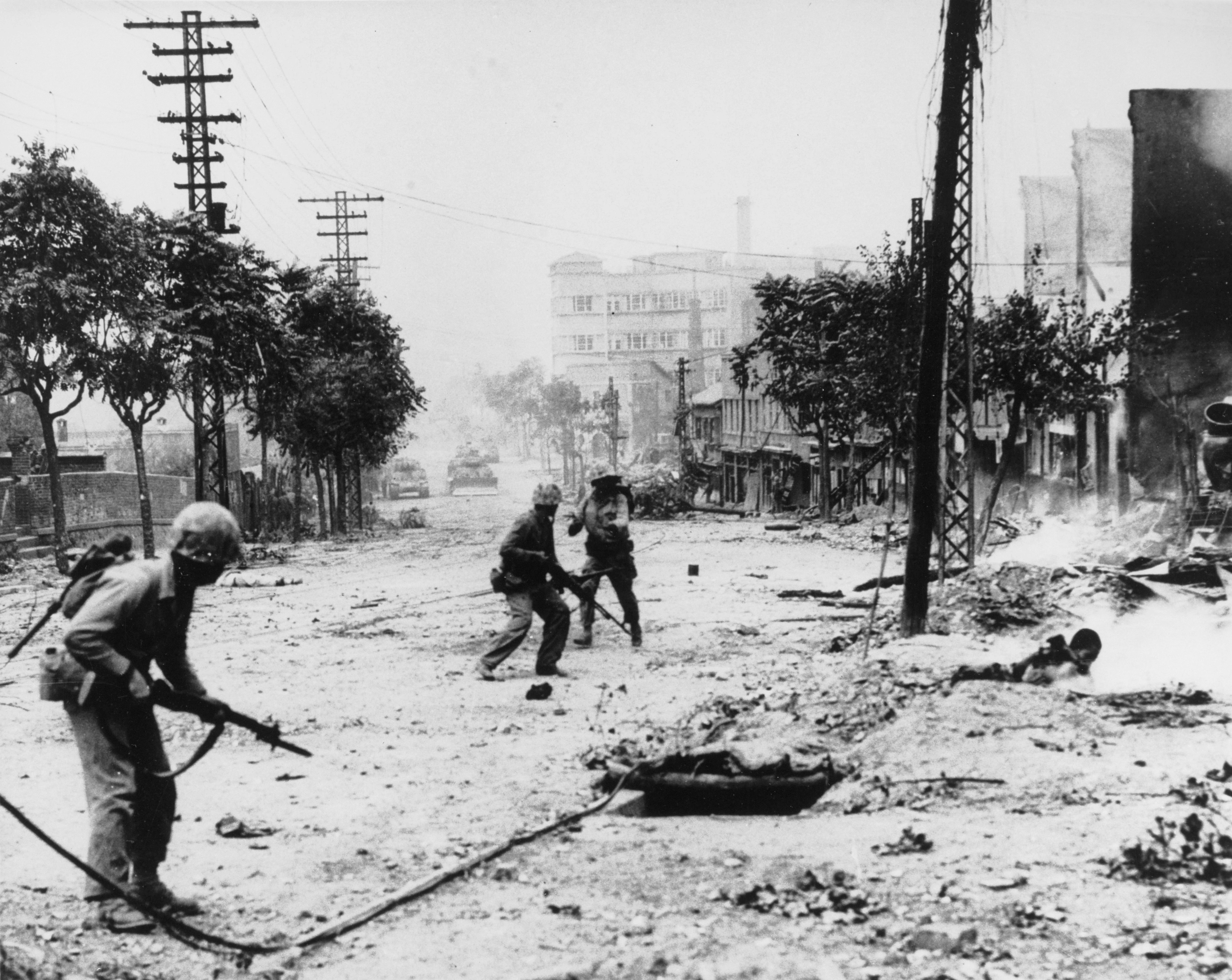
Amerikaanse soldaten in Seoel, nu de hoofdstad van Zuid-Korea

In Korea was er na de Tweede Wereldoorlog een tweedeling ontstaan. De Sovjets hadden het noordelijke deel bezet, de Verenigde Staten het zuidelijke. Toen de bezettingsmachten zich terugtrokken, kwam er in Noord-Korea een communistisch regime aan de macht, terwijl Zuid-Korea een kapitalistisch regime kreeg.
Het verenigen van beide Korea's leek hierdoor een onmogelijke zaak. Noord-Korea werd meer gesteund door de Sovjet-Unie dan Zuid-Korea door de Verenigde Staten, en de Noord-Koreaanse leider Kim Il-sung besloot tot het veroveren van Zuid-Korea. Dit leidde bijna tot de gehele verovering van Zuid-Korea. De Koreaanse Oorlog was begonnen.
De Amerikanen werden hierdoor verrast, en diplomatiek en militair ingrijpen bleef niet uit. Mede op grond van goedkeuring van de VN (De Sovjet-Unie boycotte de stemming in de Veiligheidsraad) en het inzetten van VN-troepen, werd Zuid-Korea en een gedeelte van Noord-Korea heroverd. De zuidelijke troepen werden echter weer teruggedrongen door het communistische China, dat grenst aan Noord-Korea. Toen China zich in het conflict mengde, overwoog generaal Douglas MacArthur om een nucleaire bom tegen dat land te gebruiken; het gevolg zou een wereldwijde nucleaire oorlog kunnen zijn geweest.
Die bleef echter uit en na drie jaar oorlog werd er een wapenstilstand gesloten. Korea werd langs de 38e breedtegraad opgesplitst in Noord- en Zuid-Korea.
Gevolgen:
- De Verenigde Staten verhogen hun defensiebudget tot $50 miljard per jaar. Dit zorgt voor verhoogde spanning en meer kans op oorlog, als ze er zo veel geld aan besteden. Tevens het begin van de wapenwedloop.
- De Verenigde Staten legeren troepen in het hart van Europa, vooral in Duitsland, om een eventuele aanval te weerstaan.
- De NAVO wordt verder op poten gezet.
- Inzicht in de beperkte bruikbaarheid van atoombommen.
- Er ontstond een algemeen gevoel van vrees in het Westen.
- Het zou Japan uiteindelijk worden toegestaan zich op beperkte schaal te herbewapenen.
- De Verenigde Staten steunen Chiang Kai-shek op Taiwan en beletten het Chinese Volksbevrijdingsleger een invasie uit te voeren.

### Cuba

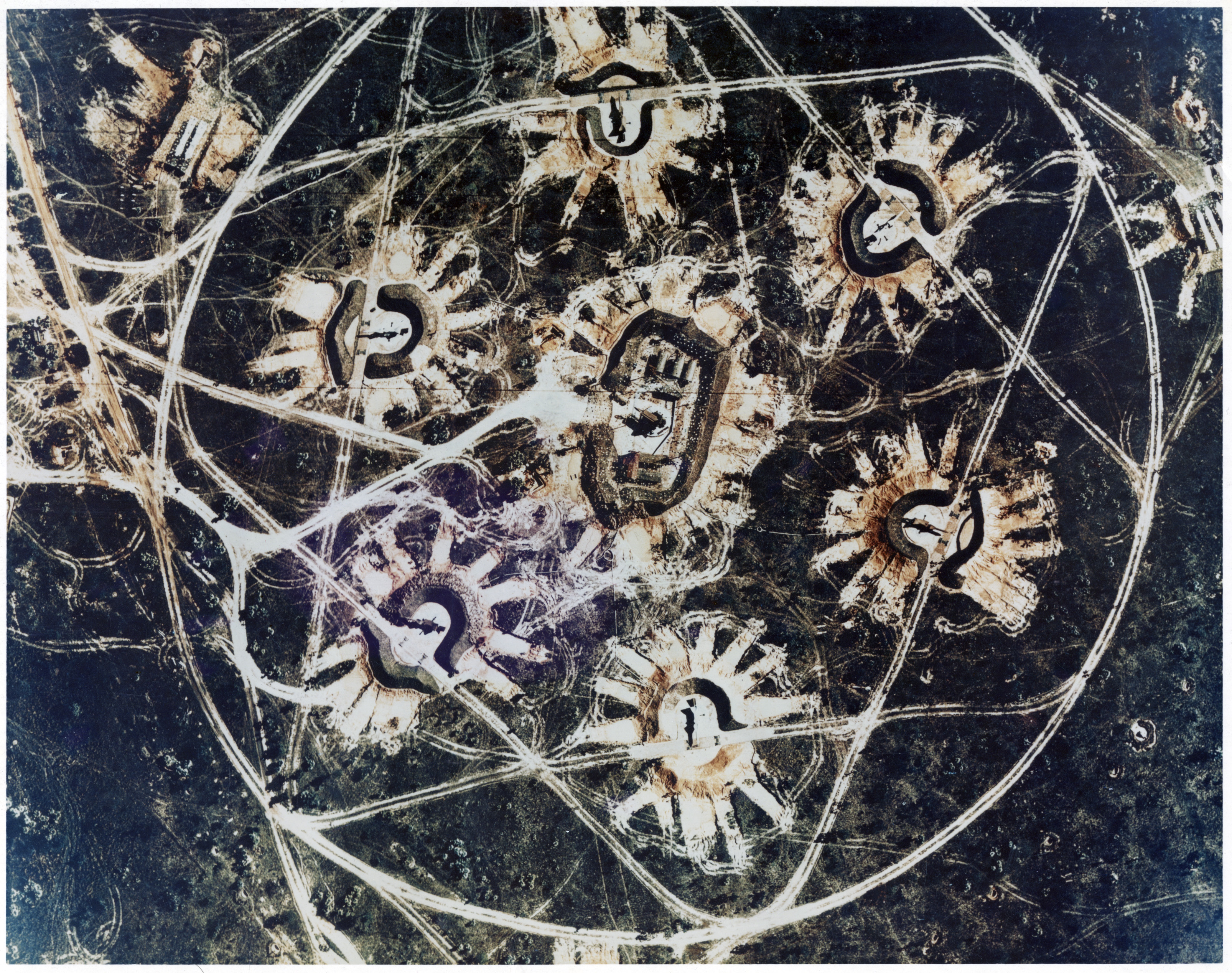
Raketbasis op Cuba in 1962

Het volgende conflict, de Cubacrisis, ontstond doordat het eiland Cuba na een guerrillaoorlog in 1959 communistisch was geworden. Fidel Castro voerde nu het bewind en zijn beleid werd voor een groot gedeelte financieel gesteund door de Sovjet-Unie. Het was de Verenigde Staten een doorn in het oog dat het eiland, dat dicht bij Florida en andere zuidelijke staten van de Verenigde Staten ligt, en voorheen een belangrijke economische partner voor de Amerikanen was, nu communistisch was.
Toen Castro in het kader van een nationalisatieprogramma Amerikaanse bedrijven, zoals raffinaderijen, ging bezetten, konden de Verenigde Staten dit regime al helemaal niet meer negeren. De Verenigde Staten wierpen brandbommen af op Cubaanse suikerrietvelden en bereidden in 1961 zelfs een invasie in de Varkensbaai voor, met als doel het Cubaanse regime omver te werpen. De 1500 man die voor deze invasie waren gemobiliseerd, bestonden voornamelijk uit Cubanen die na de communistische machtsovername naar de Verenigde Staten gevlucht waren. Hoewel deze 1500 soldaten getraind waren door de CIA mislukte de interventie.
De Sovjet-Unie reageerde hierop door schepen te zenden met aan boord kernraketten, die op het eiland zouden worden gestationeerd. Toen dit aan het licht kwam, hield de Amerikaanse president John F. Kennedy een felle rede waarin hij de onmiddellijke ontmanteling van alle kernraketten eiste. De leider van de Sovjet-Unie, Chroesjtsjov, was bereid aan deze eis gehoor te geven, op voorwaarde dat de Verenigde Staten beloofden Cuba niet meer aan te vallen. In het geheim werd ook overeengekomen dat de Verenigde Staten hun raketten in Turkije, die op de Sovjet-Unie waren gericht, zouden weghalen.
Zo bleef Cuba communistisch en was een kernoorlog afgewend. Om zulke situaties voortaan te voorkomen werd er een rechtstreekse telexlijn tussen Washington en Moskou gelegd.

### Vietnam
De oude Franse kolonie Indochina was in 1954 in drieën gesplitst: Laos, Cambodja en Vietnam. Vietnam werd op zijn beurt weer verdeeld in een communistisch Noord-Vietnam en een keizerrijk Zuid-Vietnam. Verkiezingen in een verenigd Vietnam waren gepland, maar Zuid-Vietnam en de Verenigde Staten lieten deze niet doorgaan uit angst voor een communistische overwinning.
Zuid-Vietnam werd hierop echter voortdurend geplaagd door communistische guerrilla's: de Vietcong. De Amerikanen investeerden steeds meer financiële hulp in het land, en begonnen ook hulptroepen te sturen. Uiteindelijk zwollen die aan tot 550.000 man, terwijl ook Noord-Vietnam gebombardeerd werd. Andere communistische landen verleenden wel enige steun aan dat land, maar vonden Vietnam toch de moeite niet waard om de relatie met het Westen te verstoren.
Hoewel de Amerikanen dus de vrije hand werd gelaten, slaagden zij er niet in de oorlog te winnen. Van iedere tien soldaten kon er maar één daadwerkelijk bij de gevechten worden ingezet: de overigen waren nodig voor ondersteunende taken. Bovendien waren de Amerikanen niet ingesteld op junglegevechten, terwijl de Vietnamezen zich in het hun vertrouwde oerwoud verscholen en zelfs de Amerikanen vanuit een tunnelstelsel aanvielen. De Verenigde Staten namen hun toevlucht tot zware middelen: napalm en ontbladeringsmiddelen Agent Orange werden ingezet, maar zonder succes.
Na het Tet-offensief van 1968 moesten de Verenigde Staten terugtrekken. In 1975 werd Zuid-Vietnam onder de voet gelopen door de noordelijke troepen, en in 1976 werd de Socialistische Republiek Vietnam uitgeroepen. Ook Cambodja en Laos werden in 1975 communistisch. Dit leek een overwinning voor het gehele communistische blok, maar uiteindelijk bleek dat Vietnam vooral zijn eigen koers voer, en dat het Vietnamese communisme sterk nationalistische kenmerken had. Indochina bleek in het communistische blok als een splijtzwam te werken die de geschillen tussen de Sovjet-Unie en China aanwakkerde en de Sovjet-Unie miljarden dollars aan steun kostte.

### Conflict tussen China en de Sovjet-Unie
Hoewel dit strikt genomen geen conflict was tussen het Oost- en Westblok maar een scheuring binnen het Oostblok, was het Westen hier wel indirect bij betrokken en leidde dit tot een driehoeksverhouding tussen de Sovjet-Unie, de Verenigde Staten en China.
De Chinese communisten waren door de Sovjets gesteund in hun strijd tegen de Kwomintang en Japan, en ontvingen ook nadien hulp van de Sovjet-Unie. Als tegenprestatie ontving de Sovjet-Unie bepaalde voorrechten en erkenden de Chinezen de Sovjet-Unie als ideologische leider van de communistische wereld. In 1950 werd een vriendschapsverdrag gesloten.
Maar Mao Zedong propageerde zijn eigen versie van het communisme, die veel meer op de boeren steunde dan op de arbeiders. Gezien de geringe industrialisering van China lag dat ook erg voor de hand. Na de dood van Stalin meende Mao, die inmiddels steviger in het zadel zat, dat hij de meest seniore communistische leider was. Qua leeftijd en dienstjaren als hoogste leider was hij dat ook. Sovjetleider Nikita Chroesjtsjov erkende Mao's pretenties niet en maakte aanspraak op het ideologische leiderschap, omdat de Sovjet-Unie nu eenmaal de oudste socialistische staat was. De door de Chinezen als ongelijke verdragen aangeduide Verdrag van Aigun (1858) en de Conventie van Peking (1860), waarin de annexatie van Buiten-Mantsjoerije door tsaristisch Rusland bezegeld werd, droegen bij aan de Sovjet-Chinese spanningen. Mao had redenen om de Sovjet-Russen te wantrouwen. De Sovjet-Unie had volgens hem de CCP tijdens de Chinese Burgeroorlog halfhartig gesteund. Hij verdacht Stalin ervan dat die liever zag dat slechts de helft van China communistisch werd, omdat een ongedeeld China te groot was om als Sovjetsatelliet te kunnen fungeren. 
 Hoewel de Chinese irritatie over de paternalistische opstelling van de Sovjet-Unie groeide, bleef het de Sovjet-Unie als een bondgenoot steunen. De steen des aanstoots werd evenwel Chroesjtsjovs vreedzame co-existentiepolitiek ten opzichte van het Westen. Mao concludeerde hieruit dat de Sovjet-Unie niet meer bereid zou zijn China te steunen in het geval van een Chinees-nationalistische, Amerikaanse of Japanse invasie. De Sovjets waren van hun kant gealarmeerd over de Grote Sprong Voorwaarts (ze hadden geen behoefte aan concurrentie op industrieel gebied), en begonnen terug te komen op hun belofte China nucleaire kennis te verschaffen. In 1960 liep het uit op openlijke woordenwisselingen. Dit proces wordt ook wel het Rode schisma genoemd. In de Chinees-Indiase Oorlog, waarbij in 1962 het grensgebied tussen Tibet en Noordoost-India betwist werd, weigerden de Sovjets de Chinezen te steunen, terwijl de Verenigde Staten wel materiële steun verleenden aan India, nota bene een vooraanstaande niet-gebonden mogendheid.
Dit leidde binnen het Oostblok tot het ontstaan van een groep op China georiënteerde communistische landen: in de jaren 1960 Albanië, in de jaren 1970 het Rode Khmer-regime in Democratisch Kampuchea. Hierdoor ontstond toenadering tussen de Verenigde Staten en China; president Nixon en voorzitter Mao verrasten vriend en vijand met een topontmoeting in 1972 en de wederzijdse diplomatieke erkenning van de Volksrepubliek China, terwijl Amerika de diplomatieke banden met de Chinees-nationalistische Republiek China op Taiwan verbrak. De Amerikanen en Chinezen steunden zelfs gezamenlijk de Rode Khmer tegen het op de Sovjet-Unie georiënteerde Vietnam. Het Rode Khmer-regime van Pol Pot werd middels een Vietnamese invasie eind 1978 niettemin ten val gebracht en vervangen door een meer pro-Vietnamees en dus pro-Sovjetregime. De Chinese invasie in 1979 in Vietnam had impliciete Amerikaanse goedkeuring, maar had niet het door China gewenste effect van een herstel van het Rode Khmer-regime. Aan de Chinese noordgrens lagen al grote aantallen Sovjet- en Chinese troepen tegenover elkaar, waarbij het eind jaren 1960 aan de Oessoeri-rivier tot schermutselingen was gekomen. Pas eind jaren 1980 normaliseerden de betrekkingen zich, toen de ideologische tegenstellingen veel minder relevant waren geworden.

### Afghanistan

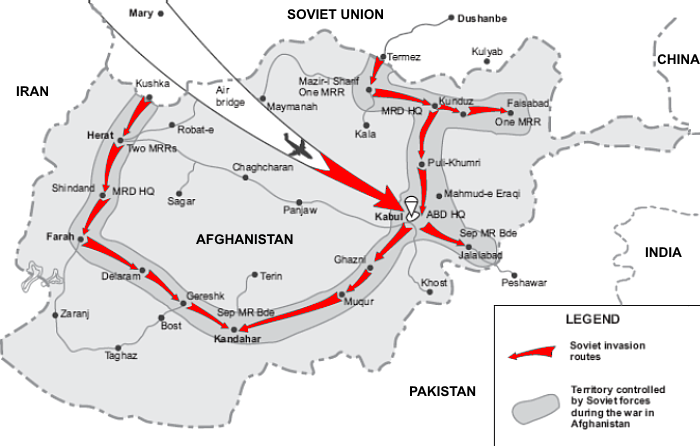
Sovjetinvasie in Afghanistan in 1979

Afghanistan is eeuwenlang een grensgebied geweest tussen Voor-Indië en de noordelijker gelegen rijken, en het heeft een lange geschiedenis van conflicten gekend.
Het conflict dat het meest in het belang van de Koude Oorlog kan worden gezien, begon toen de linkse Democratische Volkspartij van Afghanistan (DVPA) aan de macht kwam. De leiding van het land kwam in handen van een links gezinde revolutionaire raad onder leiding van Nur Muhammad Taraki, die nauwe banden onderhield met de Sovjet-Unie en fel stelling nam tegen een rurale interpretatie van de islam. Dit leidde echter tot een tegenreactie onder de islamitische bevolking; islamitische strijders begonnen een gewapende strijd tegen het Afghaanse DVPA-bewind.
Het regime-Taraki dreigde zijn greep op het land te verliezen en in 1978 werd de macht overgenomen door Hafizullah Amin, die zich enigszins van de Sovjet-Unie begon te distantiëren. Taraki werd in augustus 1979 vermoord. Enkele maanden later, op 27 december 1979, deed zich opnieuw een incident voor: een kapitein behorende tot de Pashtun-bevolking zou zes Sovjetadviseurs hebben gedood. De Sovjets, die al een inval in Afghanistan hadden voorbereid, legden dat plan nu ten uitvoer. President Amin kwam daarbij om het leven. Hij werd opgevolgd door Babrak Karmal. In 1981 bevonden zich circa 100.000 Sovjettroepen in Afghanistan. Verschillende islamitische moedjahedien-groeperingen (moedjahedien betekent strijders) bevochten met westerse en Pakistaanse steun de Sovjetbezetters.
In februari 1989 trokken de Sovjettroepen zich na lang, moeizaam onderhandelen en onder grote interne en externe druk terug. De oorlog had in totaal aan circa 1,5 miljoen mensen het leven gekost en circa vijf miljoen Afghanen op de vlucht gejaagd, met name naar de buurlanden Pakistan en Iran. Velen, onder wie Hezb-i-Islami-leider Gulbuddin Hekmatyar, hadden al voor de Sovjetinvasie in 1979 hun toevlucht gezocht in Pakistan. Het communistische bewind onder Mohammed Nadjiboellah, dat door de Sovjet-Unie in het zadel was gezet, hield nog tot april 1992 stand.

### Congo

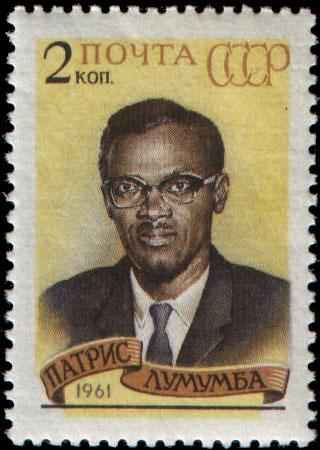
1961 Russische postzegel ter nagedachtenis aan Patrice Lumumba, vermoorde premier van de Republiek Congo.

De Congocrisis was een periode van politieke onrust en conflict tussen 1960 en 1965 in de Republiek Congo (nu de Democratische Republiek Congo). De crisis begon vrijwel onmiddellijk nadat Congo onafhankelijk werd van België en eindigde, officieus, met het hele land onder de heerschappij van Joseph-Désiré Mobutu. De Congocrisis bestond uit een reeks burgeroorlogen en was tevens een proxyconflict in de Koude Oorlog, waarbij de Sovjet-Unie en de Verenigde Staten verschillende facties steunden. Naar schatting zijn ongeveer 100.000 mensen gedurende de crisis omgekomen.
Een nationalistische beweging in de Belgische Congo eiste het einde van het koloniale bewind, wat leidde tot de onafhankelijkheid van het land op 30 juni 1960. Er waren minimale voorbereidingen getroffen en veel kwesties, zoals federalisme, stammenstrijd en etnisch nationalisme, bleven onopgelost. In de eerste week van juli brak er een muiterij uit in het leger en brak er geweld uit tussen zwarte en blanke burgers. België stuurde troepen om vluchtende blanke burgers te beschermen. Katanga en Zuid-Kasai scheidden zich af met steun van België. Te midden van aanhoudende onrust en geweld zond de Verenigde Naties vredeshandhavers, maar secretaris-generaal Dag Hammarskjöld weigerde deze troepen in te zetten om de centrale regering in Leopoldstad te helpen in de strijd tegen de afscheidingsgezinden. Premier Patrice Lumumba, de charismatische leider van de grootste nationalistische factie, reageerde door om hulp te vragen aan de Sovjet-Unie, die prompt militaire adviseurs en andere steun stuurde.
De betrokkenheid van de Sovjets verdeelde de Congolese regering en leidde tot een impasse tussen Lumumba en president Joseph Kasavubu. Mobutu, destijds Lumumba's belangrijkste militaire adviseur en een luitenant-kolonel in het leger, doorbrak deze patstelling met een staatsgreep, verdreef de Sovjetadviseurs en vestigde een nieuwe regering effectief onder zijn eigen controle. Lumumba werd gevangengenomen en later geëxecuteerd in 1961. Een rivaliserende regering van de "Vrije Republiek Congo" werd opgericht in de oostelijke stad Stanleystad door Lumumba-aanhangers onder leiding van Antoine Gizenga. Het kreeg steun van de Sovjets maar werd begin 1962 verpletterd. Intussen nam de VN een meer agressieve houding aan ten opzichte van de afscheidingsgezinden nadat Hammarskjöld was omgekomen bij een vliegtuigongeluk eind 1961. Met de steun van VN-troepen versloeg Leopoldstad de afscheidingsbewegingen in Katanga en Zuid-Kasai bij het begin van 1963.
Met Katanga en Zuid-Kasai terug onder de controle van de regering werd een verzoenende compromisgrondwet aangenomen en werd de verbannen Katangese leider, Moïse Tshombe, opgeroepen om een interim-regering te leiden terwijl er nieuwe verkiezingen werden georganiseerd. Voordat deze konden worden gehouden, kwamen maoïstisch geïnspireerde militanten die zichzelf de "Simba's" noemden, in opstand in het oosten van het land. De Simba's namen een aanzienlijk deel van het grondgebied in beslag en riepen een communistische "Volksrepubliek Congo" uit in Stanleystad. Regeringstroepen namen geleidelijk terrein terug en in november 1964 intervenieerden België en de Verenigde Staten militair in Stanleystad om gijzelaars uit Simba-gevangenschap te bevrijden. De Simba's werden verslagen en stortten snel daarna in. Na de verkiezingen in maart 1965 ontstond er een nieuwe politieke impasse tussen Tshombe en Kasavubu, waardoor de regering bijna verlamd raakte. Mobutu pleegde in november 1965 een tweede staatsgreep en nam persoonlijke controle over het land. Onder het bewind van Mobutu werd Congo (in 1971 hernoemd tot Zaïre) omgevormd tot een dictatuur die zou voortduren tot zijn afzetting in 1997.

### Door het oog van de naald
Hoewel er sinds het eind van de Cubacrisis een hotline tussen Washington en Moskou lag, ging het in de loop van de Koude Oorlog toch een aantal keren bijna mis. Onder meer een defecte computerchip, een niet als zodanig herkend simulatieprogramma en de reflectie van zonlicht op hoge bewolking leidden bijna tot een Derde Wereldoorlog.

## Ontspanningsperiode gevolgd door hernieuwde spanning

Topoverleg tussen Reagan en Gorbatsjov in Genève, 20 november 1985

Inmiddels had zich tussen 1969 en 1975 een periode van ontspanning voorgedaan, ook wel detente genoemd. Sovjetleider Brezjnev was voorstander van zo'n detente, en de Amerikaanse president Richard Nixon was het met hem eens. Nixon met adviseur Kissinger bezochten zowel China als de Sovjet-Unie, hiermee begon de driehoeksdiplomatie tegen Noord-Vietnam. Op 22 tot 26 mei 1972 werd het SALT-verdrag in Moskou getekend en daarmee begon de echte ontspanningsperiode. Vanwege deze driehoeksdiplomatie hoefde Nixon niet meer te vrezen voor oorlog met China en kon hij dichter bij de Chinese grens bombarderen.
Toen president Nixon echter tot aftreden werd gedwongen wegens het Watergateschandaal kwam ook aan de ontspanning een einde.
Met het aantreden van Ronald Reagan in 1981 kwam er een nieuwe verhoogde spanning tussen de twee blokken. De Sovjet-Unie ontplooide nieuwe SS-20-raketten, waarop de Verenigde Staten de befaamde kruisraketten oftewel cruisemissiles naar Europa brachten. Ook in Nederland waren er plannen om dergelijke wapens te installeren (in Woensdrecht), wat een sterke reactie van de vredesbeweging veroorzaakte. De wapenwedloop werd tot een nieuw hoogtepunt gedreven door het Strategic Defense Initiative (SDI, ook wel Star Wars genoemd) defensieprogramma van de Amerikanen. Door een schild van satellieten, lasers en afweerraketten zou het hele nucleaire Sovjetarsenaal in een klap nutteloos worden. Star Wars werd echter uit geldoverwegingen nooit uitgevoerd. Topoverleg tussen de beide grootmachten in het midden van de jaren 1980 bracht een einde aan deze kortstondige, maar ernstige hernieuwing van de directe dreiging.

## Einde van de Koude Oorlog

### Val van de Berlijnse Muur

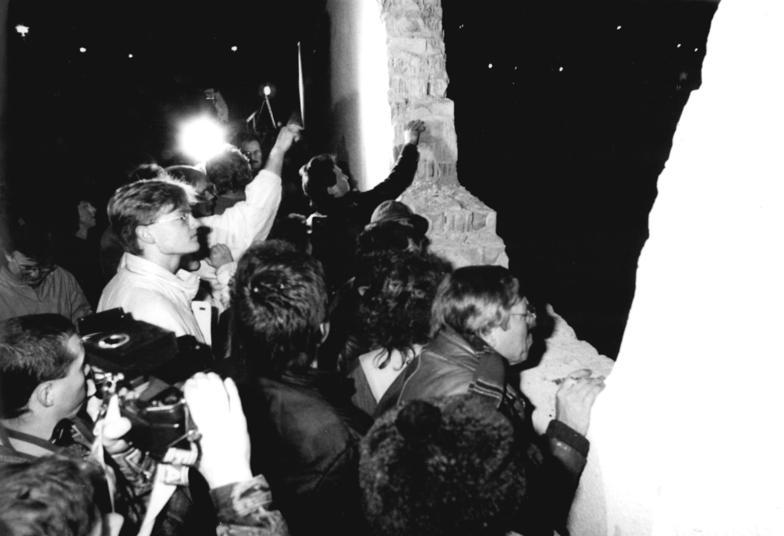
Val van de muur. Juichende Berlijners stromen door een gat in de muur bij grensovergang in Eberswalder Straße

Op 9 november 1989 viel de Berlijnse Muur: het verzwakte Oost-Duitse bewind was niet langer in staat hem in stand te houden. De druk op het communistische regime werd groter, met als gevolg dat West- en Oost-Berlijn werden herenigd. De tweedeling had 40 jaar geduurd. De hereniging werd groots gevierd met concerten door Leonard Bernstein en Roger Waters, de voormalige zanger van de rockgroep Pink Floyd (bekend van het album The Wall).
Een jaar later werd geheel Duitsland herenigd; het vormde vanaf 3 oktober 1990 opnieuw een staat.

### Uiteenvallen van het Oostblok
De val van de muur was ook het symbool van het einde van de Koude Oorlog. De Sovjet-Unie was niet langer in staat controle uit te oefenen op de landen in Oost-Europa. De Sovjeteconomie zat aan de grond en de Sovjet-Unie had niet langer de mogelijkheid om op te treden tegen de roep om vrijheid en hervormingen. Daarbij kwam dat door het aantreden van Michail Gorbatsjov als secretaris-generaal in 1985 werd geprobeerd om via de perestrojka de vastgelopen economie van de Sovjet-Unie te hervormen en middels de glasnost probeerde Gorbatsjov politieke openheid in de binnenlandse en buitenlandse politiek van de Sovjet-Unie te bewerkstelligen. De glasnost van Gorbatsjov bracht een verdere ontspanning in de relatie tussen de Verenigde Staten en de Sovjet-Unie tot stand, maar de economische hervormingen brachten niet de gewenste opleving van de Sovjeteconomie en liepen op den duur uit de hand.
De opheffing van de Sovjet-Unie op 26 december 1991 wordt wel gezien als het daadwerkelijke einde van de Koude Oorlog. Op die dag riep Boris Jeltsin de Russische Republiek uit en werd de president van de Sovjet-Unie, Michail Gorbatsjov, afgezet. Vrijwel overal in het voormalige Oostblok werd het communistische systeem geheel afgeschaft (Wit-Rusland kan een uitzondering worden genoemd) en werd de wens geuit westerse democratische staten met een vrijemarkteconomie te gaan worden. Dat wilde niet zeggen dat die er ook meteen kwamen.
De jarenlange wapenwedloop met de Verenigde Staten en de druk om steeds meer aan defensie te moeten uitgeven, ten koste van de eigen economie, heeft in belangrijke mate bijgedragen tot deze evolutie. Ook op technologisch vlak had de Sovjet-Unie een onoverbrugbare achterstand met het Westen opgelopen.

## Wapen- en ruimtevaartwedloop

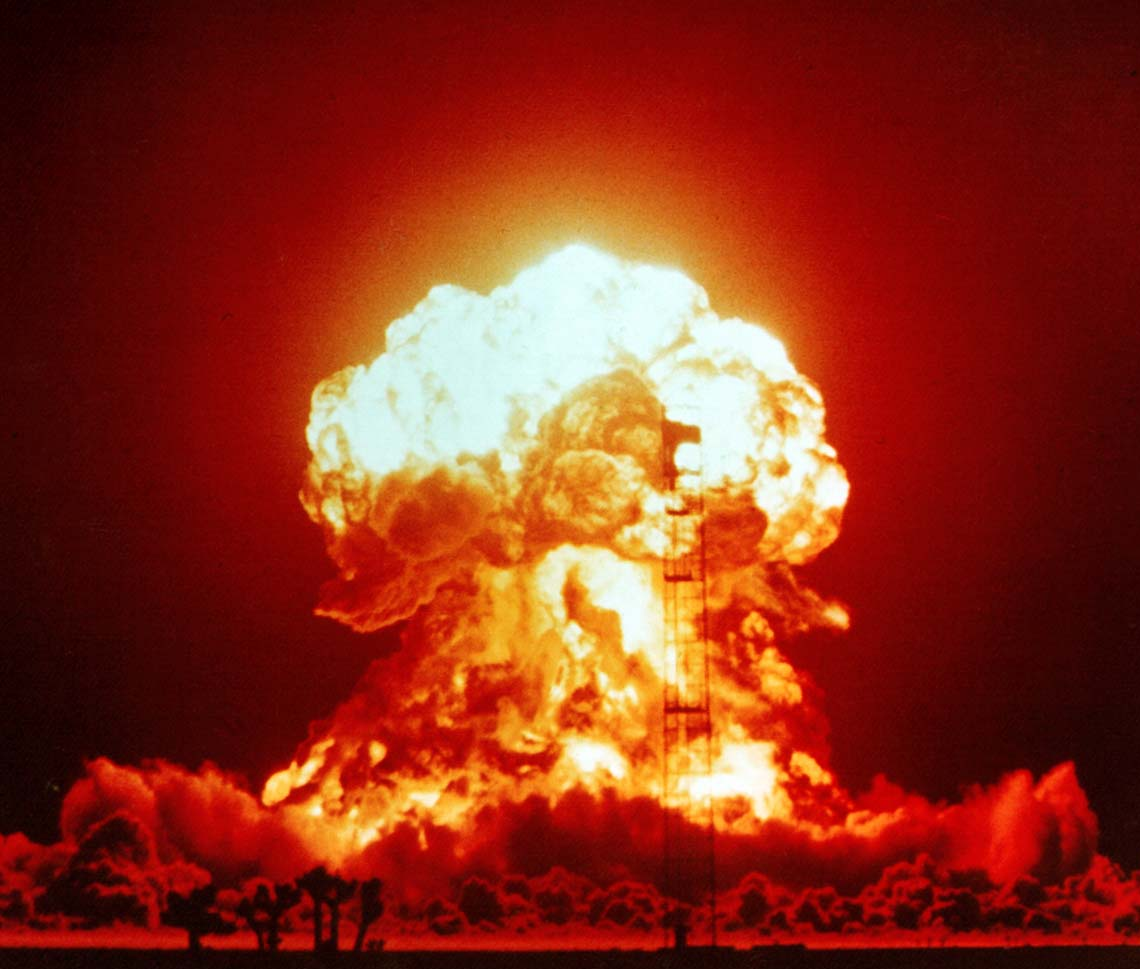
Atoombomtest in 1953

Tijdens de gehele Koude Oorlog was er aan beide kanten een voortdurende - en zeer dure - opbouw van de strijdmachten. Men moet zich dat echter vooral niet zó voorstellen dat een van beide partijen serieus probeerde een militair overwicht te bereiken. Bij de Sovjet-Unie kwam na de dood van Stalin de feitelijke macht in handen van grote industriële complexen, die voornamelijk hun eigen deelbelangen nastreefden - en hun belang was het tot zich trekken van een zo groot mogelijk deel van de beschikbare arbeidskracht en grondstoffen. Ook de wapenindustrie liet zich zo weinig gelegen liggen aan de reële behoeften van de strijdkrachten; de vaak zeer grote inventiviteit van de wapeningenieurs kon het vaak niet bolwerken tegen de beroerde productiekwaliteit. Op deze dus primair autonome ontwikkeling volgde het Westen door de conventionele krachten te blijven versterken: voldoende om een Sovjetaanval te kunnen opvangen, onvoldoende om zelf een bedreiging te gaan vormen. Daarbij moet men bedenken dat naar huidig inzicht bij gelijke gevechtskwaliteit voor een succesvolle aanval een numeriek overwicht van minstens vijf op één vereist is - voor het gehele front welteverstaan. Het Warschaupact bereikte op zijn best een numeriek overwicht van drie op één - en dus nooit een conventioneel overwicht in tactische zin. Het is dus feitelijk onjuist te stellen dat tactische kernwapens dienden om een conventionele onevenwichtigheid te compenseren; hun doel was een kernaanval van de vijand af te schrikken (de doctrine van de Flexible Response). Wel werden in het begin strategische kernwapens als afschrikking tegen elke vorm van oorlog beschouwd. Later streefden de Verenigde Staten slechts naar nucleaire pariteit. Hierbij werd gebruikgemaakt van de strategie van mutually assured destruction (MAD) oftewel gegarandeerde wederzijdse vernietiging. De enige uitzondering voor dit algehele evenwicht tussen beide blokken, de balance of terror, werd gevormd door het overwicht van de NAVO op zee; voor de vrijwel autarkische Sovjet-Unie was dat van weinig belang, voor het van olieaanvoer van overzee afhankelijke Westen, waarvan de NAVO-lidstaten bovendien aan weerszijden van de Atlantische Oceaan liggen, cruciaal.
De Koude Oorlog en de daarmee gepaard gaande rivaliteit was decennialang een enorme katalysator voor verschillende industrieën zoals de wapenindustrie en de ruimtevaart. Sommige analisten beweren dat na de Koude Oorlog een grote drijfveer voor de wapenindustrie en het vertrouwde van een grote, bekende vijand verdwenen was, en menen dat daarom de strijd tegen terrorisme als vervanger in het leven is geroepen.

## Nevenverschijnselen
Op politiek en militair gebied beheerste de Koude Oorlog de gehele wereld tot het begin van de jaren 1990. Ook op andere gebieden, zoals cultuur, sport en film, speelde de Koude Oorlog een rol. Zelfs een postzegel kon controversieel zijn en een postoorlog veroorzaken, waarbij het ene kamp post uit het andere kamp ging terugsturen.

### Cultuur
Zo werd bijvoorbeeld de bekende Sovjet-Russische componist Dmitri Sjostakovitsj door Stalin gedwongen muziekstukken te schrijven, die vol bravoure de pracht van de Sovjet-Unie en het Sovjetvolk moesten benadrukken. Hoewel zijn opvattingen niet altijd strookten met het communistische beleid is hij in tegenstelling tot de weggevluchte Stravinsky en Prokofjev altijd in de Sovjet-Unie gebleven en stierf daar in 1975. Aan westerse zijde, in Californië, kwam de flowerpowerbeweging en zijn daarbij verbonden seksuele, muzikale en sociale revoluties op tijdens de voortslepende Vietnamoorlog in de jaren 1960. De aanhangers van deze beweging, de hippies, waren politiek links getint en hadden de hoop op vrede tussen de twee machtsblokken. Het motto van hen werd Make love, not war! De zangeres Joan Baez speelde een rol in het protest tegen de Vietnamoorlog. In Engeland profileerde John Lennon zich met zijn nummer Give Peace a Chance. Zijn bed-in in het Amsterdamse Hiltonhotel in 1969, samen met zijn partner Yoko Ono, was ook een vredesactie. In Nederland bleek de Koude Oorlog, vooral tijdens de jaren 1980, een inspiratiebron voor diverse Nederlandstalige bands. Voorbeelden hiervan zijn De bom van Doe Maar en Over de muur van het Klein Orkest.

### Sport

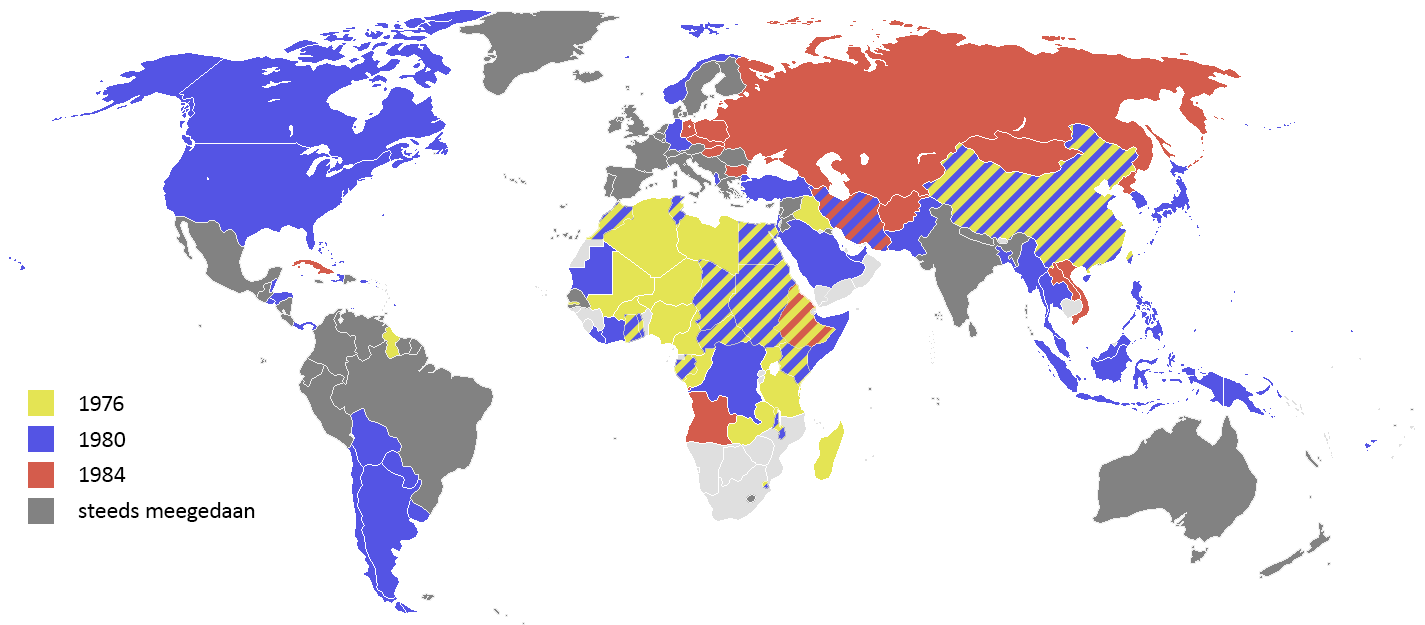
Landen die de Olympische Spelen hebben geboycot

In de sport werd de Koude Oorlog vooral begin jaren 1980 uitgevochten. Het IOC had de Olympische Zomerspelen 1980 aan Moskou toegewezen en die van 1984 aan Los Angeles, waarschijnlijk in een poging om het wantrouwen tussen de Sovjet-Unie en de Verenigde Staten te laten verminderen. Toen de Sovjet-Unie in 1979 Afghanistan binnenviel, riep de Amerikaanse president Jimmy Carter echter op tot een boycot van de Spelen, omdat de actie van de Sovjet-Unie geheel indruiste tegen de achterliggende gedachten van de Olympische Spelen. Verbroedering via sport tussen landen kon volgens hem nooit plaatsvinden in een staat als de Sovjet-Unie. Het gevolg was een gedevalueerd sportevenement in Moskou met slechts 80 deelnemende landen. Nederland en België deden overigens wel mee. Vier jaar later in Los Angeles, volgde een vergelding van deze boycot, toen de Sovjet-Unie en veel Oostbloklanden verstek lieten gaan.

### Film
Op filmgebied was de Koude Oorlog ook een grote inspiratiebron. Populair waren de films van James Bond, waarin de gelijknamige Engelse spion het aan de stok kreeg met diverse terroristen, KGB-agenten en ander gespuis. Andere films die beïnvloed zijn door de Koude Oorlog zijn: Dr. Strangelove or: How I Learned to Stop Worrying and Love the Bomb (een Amerikaanse nucleaire verrassingsaanval op de Sovjet-Unie), The Spy Who Came in from the Cold (speelt rond de Berlijnse Muur), WarGames (computersimulaties in een controlekamer dreigen uit de hand te lopen), Red Dawn (WW III dreigt uit te breken), The Day After (de nucleaire Holocaust) en The Sum of All Fears (nucleair terrorisme in 2003). Ook de in de jaren 1980 bekende televisieserie Airwolf legt zeer veel nadruk op de Koude Oorlog. De film Rocky IV is ook geïnspireerd door de Koude Oorlog. In deze film vecht de Amerikaanse bokser Rocky Balboa, gespeeld door Sylvester Stallone, tegen Ivan Drago uit de Sovjet-Unie, gespeeld door Dolph Lundgren.

## Na de Koude Oorlog

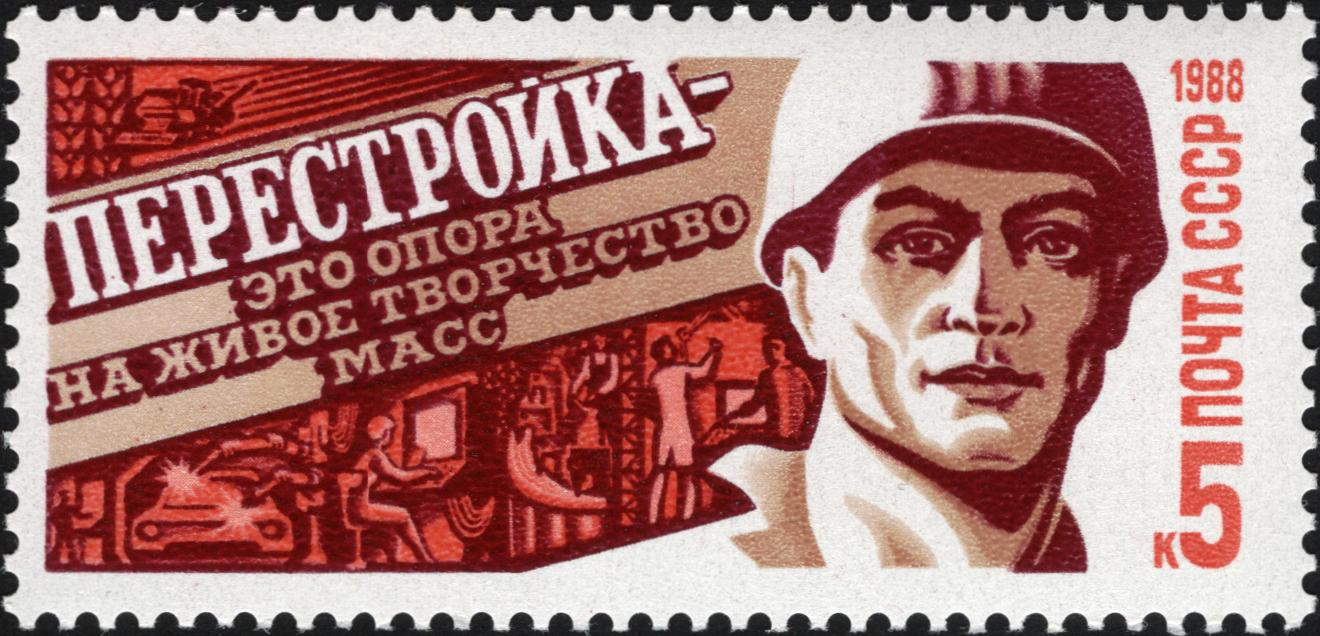
Postzegel met als thema de (mislukte) perestrojka

Na het uiteenvallen van de Sovjet-Unie was de Koude Oorlog afgelopen in de gangbare zin des woords, een confrontatie tussen een marxistisch-leninistisch blok en het pluriforme Westen. Sommige historici zien in deze gebeurtenis ook het einde van de korte 20e eeuw, die dan begon in 1914 met de moord op Frans Ferdinand van Oostenrijk in Sarajevo, de aanleiding tot de Eerste Wereldoorlog, tot het einde van de Koude Oorlog.
De Verenigde Staten waren toen de enige overgebleven grootmacht. De voormalige Oostbloklanden bekeerden zich razendsnel tot het parlementarisme en kapitalisme. Dit in tegenstelling tot China, dat een geleidelijke omschakeling van het communisme naar een openmarkteconomie maakte, terwijl democratisering nog steeds taboe is. De abrupte omschakeling in Oost-Europa ging gepaard met veel problemen, zoals een onzeker inkomen en hoge criminaliteit.
De meeste voormalige Oostbloklanden, waaronder de voormalige Baltische Sovjetrepublieken zijn nu lid van de NAVO en acht ervan zijn in mei 2004 toegelaten tot de EU. Vervolgens werden in 2007 Roemenië en Bulgarije ook opgenomen in de EU. Na aanvankelijke moeilijkheden ging het na 2000 beter met de economieën van landen als Rusland, Polen, Tsjechië, Hongarije en Slovenië. Dat laatste land zit al bijna op het economisch niveau van een West-Europees land. Door de relatief lage kosten van bijvoorbeeld arbeidsloon worden er veel investeringen gedaan door westerse bedrijven in deze regio.

### Een nieuwe Koude Oorlog?

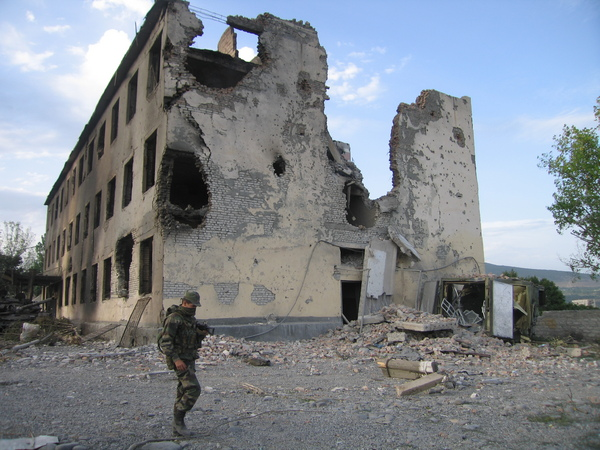
Zuid-Ossetië

Ondanks het einde van de Koude Oorlog blijven de traditionele kernmogendheden van mening dat het noodzakelijk is om over kernwapens te beschikken. De Verenigde Staten waren onder de regering van George W. Bush van plan een nieuw raketschild in Tsjechië en Polen te plaatsen – naar zij stelden tegen raketten uit Iran. Rusland zag dit echter als dekmantel en vermoedde dat het schild tegen Russische raketten bedoeld was. Op 26 april 2007 trok Rusland zich uit protest terug uit het Verdrag inzake conventionele strijdkrachten in Europa. De regering-Obama heeft in 2009 afgezien van het plan om een raketschild in Europa te plaatsen.
Verder is er een conflict met Rusland ontstaan vanwege de wens van de voormalige Sovjetrepublieken Oekraïne en Georgië om toe te treden tot de NAVO, waarover op de NAVO-conferentie in Boekarest in april 2008 gesproken werd. Het politieke conflict en de vermeende strijd om invloedssferen tussen de Verenigde Staten en Europa enerzijds en Rusland anderzijds verdiepte zich met de Russisch-Georgische Oorlog in 2008 om de Georgische afvallige regio Zuid-Ossetië. Hierbij viel Rusland Georgië binnen, toen dat laatste land het gezag in Zuid-Ossetië militair probeerde te herstellen.
De annexatie van de Krim door Rusland begin 2014, de daarop volgende door Rusland gesteunde oorlog in Oost-Oekraïne en de Russische invasie van Oekraïne in 2022 leidden tot oplopende spanningen tussen Rusland en het Westen en wederzijdse economische sancties. Er wordt in veel NAVO-landen weer gesproken over verhoging van de defensiebudgetten.
Op 1 februari 2019 schortte president Donald Trump de uitvoering van de Amerikaanse verdragsverplichtingen aan het INF-verdrag op wegens vermeende schendingen door Rusland. Een dag later werd ook door Rusland het verdrag opgeschort.